# 1989 (álbum)
1989 es el quinto álbum de estudio de la cantante y compositora estadounidense Taylor Swift, lanzado el 27 de octubre de 2014 a través del sello discográfico Big Machine Records. Swift compuso todas las canciones, en su mayoría junto con Max Martin, Karl Johan Schuster, Ryan Tedder, Jack Antonoff, Imogen Heap, entre otros. Además, participó en la producción de siete temas, en las que también colaboraron Tedder, Antonoff y Heap, mientras que de la producción de las demás canciones estuvieron a cargo Martin y Schuster con ayuda de Ali Payami en una de ellas. Descrito como su «primer álbum pop documentado y oficial» por Swift, 1989 representa su separación musical del country pop, ya que en contraste con sus trabajos anteriores, presenta una producción musical más electrónica, contiene percusiones programadas y sintetizadores respaldados por bajos pulsantes y voces de fondo procesadas.
De acuerdo con Metacritic, el álbum contó con reseñas positivas en su mayoría y acumuló un total de 76 puntos sobre 100 sobre la base de treinta críticas recopiladas, mientras que en AnyDecentMusic? obtuvo una calificación de 7.4 sobre 10 basado en veintinueve comentarios.  En general, los críticos alabaron la producción ejecutiva de Swift y su dominio sobre los demás colaboradores, ya que evitaron que sonara como pop genérico. Al mismo tiempo, señalaron que «casi cada canción podría ser un éxito» y destacaron temas como «Blank Space», «Style», «This Love», «Clean», «New Romantics»,«Welcome to New York» y «I Know Places». 1989 también tuvo un buen recibimiento comercial en las diferentes listas de popularidad del mundo, al entrar en el puesto número uno en doce países, como Australia, México y Noruega, y a las diez principales posiciones en quince países, entre ellos Corea del Sur, Italia y Francia. De acuerdo con el reporte anual de la Federación Internacional de la Industria Fonográfica (IFPI), 1989 vendió 6 millones de copias en 2014 y 3.5 millones de copias en 2015, sumando un total de 9.5 millones de copias vendidas globalmente para fines de 2015.El álbum ha vendido 14 millones de copias convirtiéndose en el álbum más vendido en la carrera de Taylor Swift.
Para promocionar el álbum, Big Machine Records lanzó siete sencillos: «Shake It Off», «Blank Space», «Style», una remezcla de «Bad Blood», «Wildest Dreams», «Out of the Woods» y «New Romantics». Los sencillos primero, segundo y cuarto lograron encabezar la lista estadounidense Billboard Hot 100 mientras que el resto alcanzó el top 10 excepto por los últimos dos. Además, el sexto y el séptimo sencillo también fueron los únicos en no llegar al primer puesto del conteo Pop Songs. «Welcome to New York», el único sencillo promocional luego de que promovieran a «Out of the Woods» a oficial, contó con una recepción comercial regular y recibió críticas positivas.
Por otro lado, especialistas en la música y organismos premiadores otorgaron diferentes honores a 1989. A finales de 2014 apareció en más de diez listas de los mejores álbumes del año, llegando a los primeros diez en las de American Songwriter, Time, The New York Times, Rolling Stone y coronando el conteo de Billboard. También fue nominado en los Premios Echo y en los Premios Juno en la categoría de mejor álbum internacional y ganó su nominación al mejor álbum pop/rock en los Premios American Music. En febrero de 2016 Swift se convirtió en la primera artista femenina en ganar por segunda vez el Grammy al álbum del año por 1989, tras haber ganado anteriormente por Fearless (2008) en 2010; además en la misma noche ganó su primer Grammy al mejor álbum pop vocal. En 2020, el disco ocupó el 393.er puesto de los 500 mejores discos de todos los tiempos, de acuerdo con la revista Rolling Stone.
El 27 de octubre de 2023, 9 años después del lanzamiento original del álbum, fue lanzada la regrabación del mismo titulada 1989 (Taylor's Version), formando parte del proyecto de recuperación de los másteres de Swift. Esta nueva versión cuenta con 6 canciones adicionales, 4 ediciones especiales disponibles en CD y vinilos, una versión en vinilo exclusiva de tiendas Target, que cuenta con la regrabación de la canción de banda sonora "Sweeter Than Fiction", y una versión de lujo en digital que incluye la regrabación del sencillo original de Bad Blood, junto al rapero Kendrick Lamar.

## Antecedentes y desarrollo

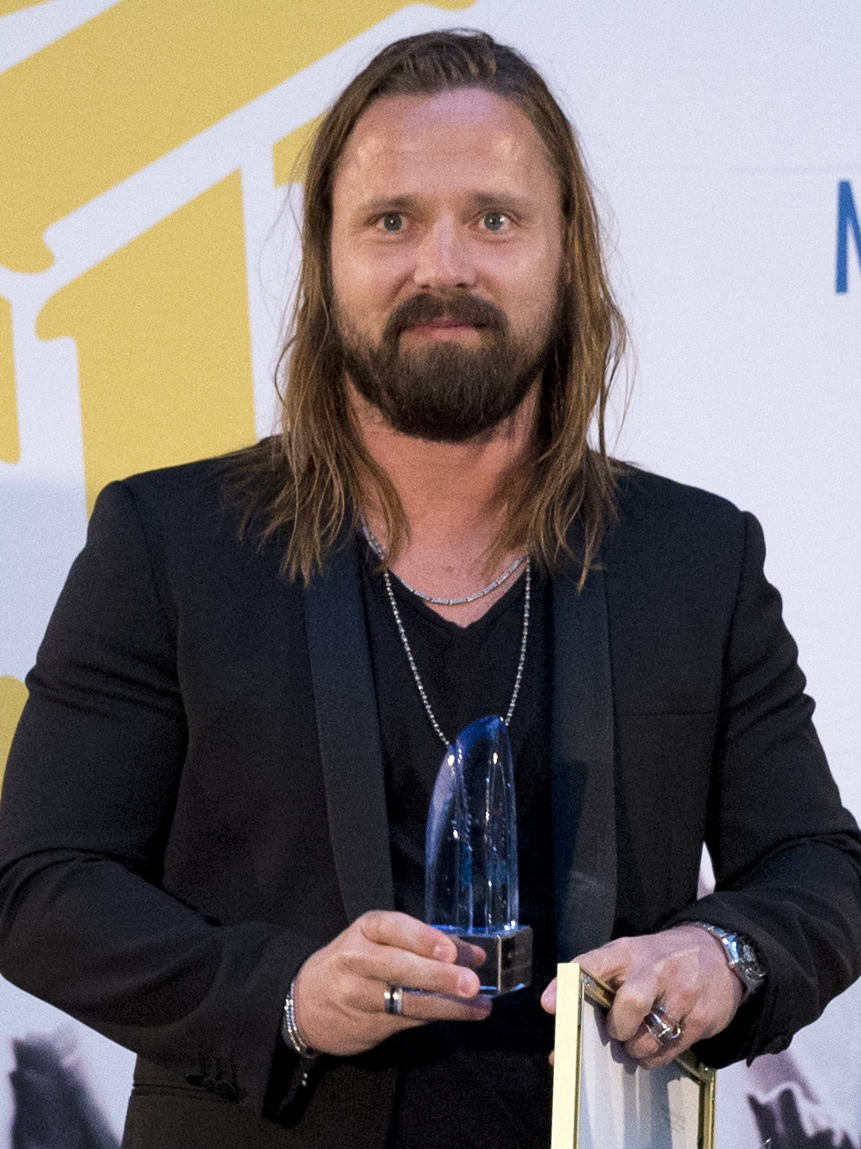
Al terminar el álbum, Swift decidió acreditar a Max Martin como productor ejecutivo al igual que ella en forma de agradecimiento por su desempeño y participación.

En junio de 2013, aún durante la promoción de su cuarto álbum de estudio, Red (2012), Swift empezó a sentir la «ansiedad» de iniciar su nueva obra. Cuando Brian Mansfield de USA Today la entrevistó tras bambalinas del CMA Music Festival 2013, la artista contó que «cuando la ansiedad comienza, la composición sucede justo después, usualmente» pero que «cualquier cosa que escriba durante el primer año va a terminar siendo desechado». De acuerdo con ella, las canciones escritas durante el segundo año de creación son las que lo logran al trabajo final; asimismo explicó que es importante hacer que cada álbum suene diferente y que es necesario «cambiar tus influencias». Para el mes siguiente ya se encontraba en «la etapa experimental de laboratorio para engancharme mucho con algo nuevo que me está gustando». Declaró para Patrick Goyle de Rolling Stone que la composición para el proyecto había comenzado un par de semanas atrás y que ya tenía una lista de colaboradores con los que quería participar. Tras haber trabajado con tanta gente finalmente encontró «las personas con las que tienes esta conexión de sueño en el estudio» y que, si bien sabe con quienes quería volver a trabajar, también tenía «una larga lista de personas que admiro y a quienes realmente querría ir y tener contacto». La cantante se refirió al «enfoque diferente en cada sencillo» de su álbum anterior para explicar por qué no querría repetir la temática de un disco. Finalizó la nota diciendo: «Nunca quiero hacer el mismo disco dos veces. ¿Por qué hacerlo? ¿Cuál es el punto? Es tan abrumador que cuando estás por comenzar un nuevo proyecto hay tantas posibilidades infinitas si estás dispuesto a evolucionar y experimentar. Si estás dispuesto a convertirte en una versión diferente de ti mismo, puedes ir a cualquier lugar con eso. Y eso es algo de dónde estoy». Más tarde, ya a mediados de octubre, la cantante aseguró a Associated Press que para la fecha ya habían pasado seis meses de composición y que «sin duda está dando un giro con respecto a cualquier cosa que haya hecho antes». 
Contó al medio que el objetivo para su próximo álbum era continuar el cambio que comenzó con Red y explicó su punto con una pregunta que luego respondió: «¿Cómo hago para escribir estas entradas de diario figurativas de maneras que nunca las haya escrito antes y con un fondo sonoro que nunca haya explorado antes»? De acuerdo con la artista necesitaría que sus colaboradores soñados, Max Martin y Shellback, la presionen para cambiar la dirección de sus ideas durante el proceso de creación. Swift profundizó este hecho luego de que le preguntaran sobre su planes para el trabajo y dijo:

«Es demasiado temprano para decir quiénes van a ser mis víctimas este año, pero sé que mis colaboradores soñados absolutos fueron Shellback y Max Martin en este último proyecto. Nunca he sido tan desafiada como una compositora. Nunca he aprendido tanto. Nunca he estado tan emocionada por aparecer en el estudio cada día, solo porque nunca se sabe qué vamos a armar. Traeré las ideas y ellos le darán un giro diferente con respecto a donde yo pensaba que estaban por ir, y ese nivel de espontaneidad inesperada es algo que realmente me emociona en el proceso de hacer música... ¿Qué tal si hiciéramos esto? ¿Qué tal si lo hiciéramos más raro? ¿Qué tal si lo volviéramos más oscuro? Me encantan las personas que tienen infinitas ideas extrañas y emocionates sobre hacia dónde puede ir la música».

Ocho días después del lanzamiento de «Sweeter Than Fiction» como sencillo de la banda sonora de la película One Chance (2013) el 21 de octubre, la cantante hizo saber por Twitter de que estaba «sentada en el estudio y trabajando en el siguiente álbum», lo que algunos medios usaron para vincular el proyecto con la relación que tuvo con el cantante británico Harry Styles. A principios del siguiente mes, la intérprete contó a Capital FM que ya había «escrito un montón de canciones» para su nuevo trabajo y que estaba «muriendo por que la gente lo escuche». Aclaró que era consciente de que necesitaba evolucionar si quería que fuera un éxito por lo que no podía hacer una nueva versión de Red. Tras expresar su deseos de que las personas que escucharan las canciones nuevas pudieran distinguir el nuevo sonido, Swift añadió: «Estoy muy emocionada. Hay tanto que ha ocurrido en el último año y medio para inspirarme, que realmente va a ser muy interesante». A finales de noviembre, Keith Caulfield de Billboard entrevistó a Swift entre bastidores de los American Music Awards 2013, donde ganó en la categoría Artista del año por tercera vez. La artista afirmó que ya tenían bastante material y que había «siete u ocho canciones que sé que quiero en el disco. Realmente llegó antes de lo previsto para mí. Solo estoy feliz porque ya ha evolucionado a un nuevo sonido, y es es todo lo que quería». De acuerdo con ella, el cambio «ocurrió naturalmente» a pesar de que le tomó dos años para que sucediera. Aunque no dio una fecha de lanzamiento precisa insinuó que podría estar en el mercado cerca o incluso antes del cuarto trimestre de 2014. Asimismo, Katie Hasty de HitFix también la entrevistó en esa ocasión. La intérprete estaba «obsesionada» con la producción del álbum porque con sus compañeros logró crear algo «diferente de todo lo que hemos hecho antes, una identidad para un nuevo disco». Describió el proceso como «apasionante» y agregó que aún tenía tiempo para seguir componiendo pero que según el material que había terminado hasta la fecha ya lucía «realmente prometedor». En la tercera semana de diciembre, Swift ofreció una entrevista a James Hibberd de Entertainment Weekly con el fin de promocionar «Sweeter Than Fiction». Comentó que había una gran posibilidad de que volviera a trabajar con Jack Antonoff, guitarrista de fun. y colaborador de su último sencillo, quien «es muy bueno mezclando nostalgia de los 80 en su música». Luego de que Hibberd le preguntara si quería trabajar con otro artista, la intérprete confesó que estaba «obsesionada» con la cantante y compositora australiana Sia. A pesar de que nuevamente se negara a dar detalles sobre la fecha de lanzamiento de la obra por miedo a «decir un plan y que luego cambie» reveló que lo que ocurriría en enero de 2014 tendría que ver con el resto de su año. Para terminar de hablar sobre su próximo disco explicó que le suele tomar un tiempo encontrar un nuevo sonido y escribir nueva música, al menos un año para «despojarme del sonido del último álbum y empezar de nuevo». Con relación a cómo sonaría el álbum, Swift respondió:

«Describirlo es difícil. La base de lo que hago siempre va a girar en torno a una historia confesional e introducir a mis admiradores en lo que ha sido mi vida en realidad. Se ha convertido en esta línea de vida entre mis amigos y yo y ellos saben que sin importar lo que lean en alguna revista, van a escuchar el verdadero reporte cuando el álbum salga. Siempre he escrito canciones por la misma razón, para ordenar mis emociones. Mientras crezco, las lecciones que aprendo en el amor y las relaciones y cómo nos tratamos mutuamente con suerte madurarán, eso espero».

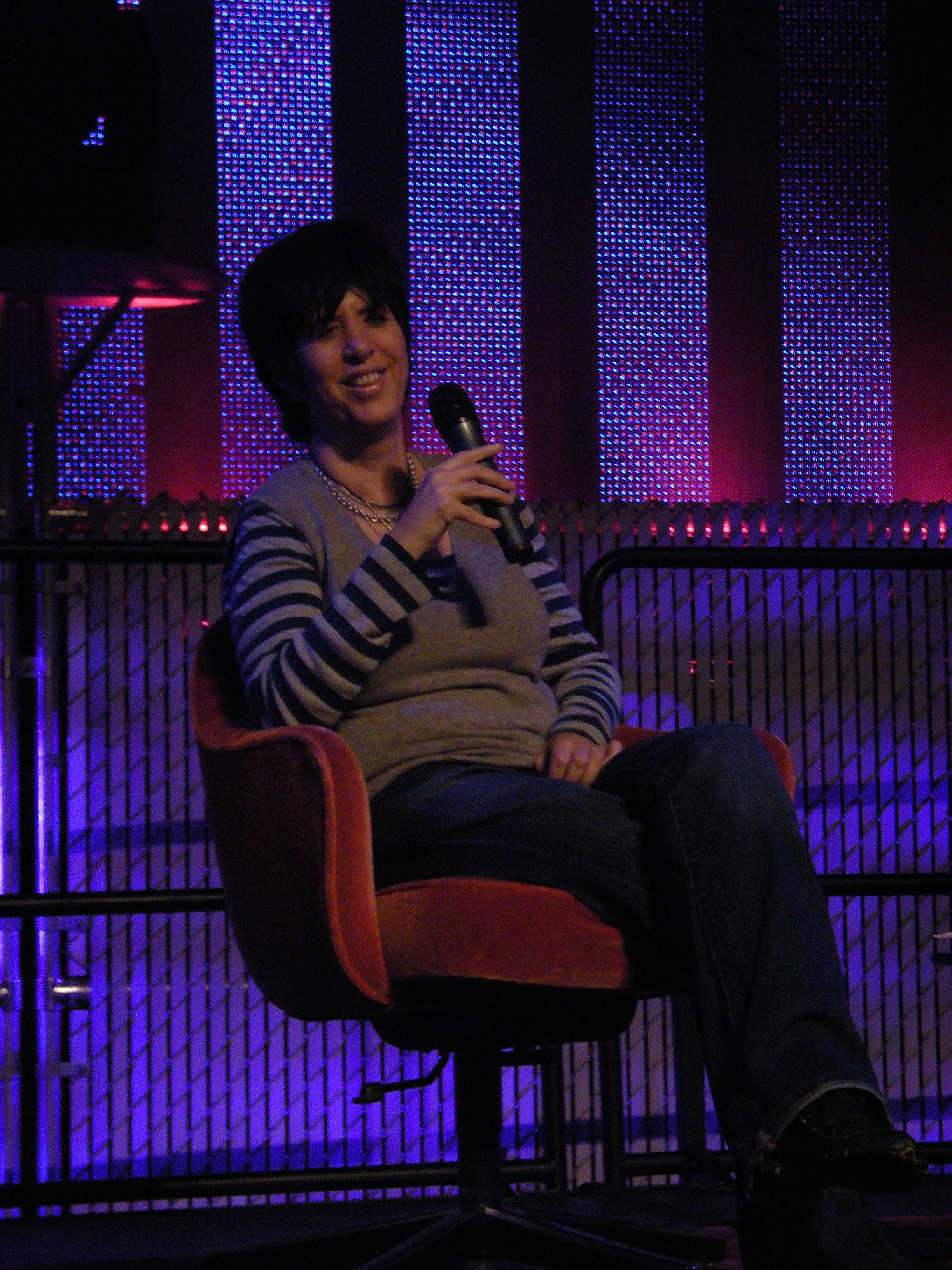
Aunque la compositora Diane Warren confirmó que había trabajado en una canción con Swift, ninguno de sus trabajos figuró en 1989.

En enero de 2014, Swift comenzó a buscar departamentos en Manhattan (Nueva York) y finalmente se mudó de Nashville durante marzo a una residencia en el barrio Tribeca. La cantante compró dos apartamentos en el barrio valuados por $20 000 000 que anteriormente pertenecieron a Peter Jackson, director de la trilogía cinematográfica de El señor de los anillos. En mayo, una fuente contó a HollywoodLife que se mudó con el fin de encontrar inspiración y terminar su disco. De acuerdo con la fuente, «se siente muy creativa cuando está» en Nueva York. En la alfombra roja de los Premios Grammy de 2014, la compositora Diane Warren confirmó que había trabajado en una canción con Swift para su próximo álbum. A principios de febrero, la artista contó a Cindi Leive de la revista Glamour que «trabajar en este álbum fue increíble» y que estaba trabajando una vez más con Martin y Shellback, esta vez para escribir «más de tres canciones juntos». A mitad de febrero, Ryan Tedder, vocalista de la banda estadounidense OneRepublic, declaró para KIIS FM que también estuvo trabajando con la artista: la encomió por su velocidad para componer y la llamó «un prodigio de la composición». El 15 de abril, Mansfield tuiteó: «Es como si los otros álbumes fueron una práctica para este». El escritor de USA Today también insinuó que Swift empezó «a escribir sobre más temas, de nuevas maneras». A finales de mayo, la intérprete viajó a Asia para dar los últimos conciertos de su Red Tour. Durante su estadía en Shanghái (China) otorgó una rueda de prensa donde declaró luego de terminar la etapa asiática se pondría a terminar y completar su nuevo proyecto y que sus intenciones como compositora no habían cambiado, ya que seguiría «escribiendo canciones sobre mi vida».
En una entrevista con Rolling Stone, Scot Borchetta, presidente de Big Machine Records, reveló que Martin trabajó en la mayor parte del material del álbum; por esto, la revista escribió que podría ser el trabajo «más pop» de Swift hasta la fecha. Asimismo, Borchetta dijo, aunque las estaciones de radio country no pasarían las canciones, sus admiradores lo iban a amar. Finalmente, el 18 de agosto, la cantante reveló el título del álbum, su fecha de lanzamiento y su primer sencillo, «Shake It Off», durante una transmisión en vivo patrocinada por Yahoo!. También explicó por qué prefiere trabajar en sus álbumes durante dos años al reafirmar que es el tiempo que necesita para crecer y cambiar su estilo. Continuó diciendo: «En el proceso de todos esos cambios que ocurrieron en los últimos dos años, mi música cambió. Me despertaba todos los días que estaba grabando este disco no queriendo sino necesitando hacer un nuevo estilo de música que nunca he hecho antes». El 16 de septiembre, la intérprete contó que «solía hablar sobre Max Martin como si fuera este hechicero que vivía en un castillo sobre la colina» y que estuvo muy complacida cuando Scott Borchetta, director de su sello, permitió que trabajara con Martin en la producción del disco. En diciembre, cerca de un mes tras la entrega de la obra, Swift contó Alan Light de Billboard que decidió acreditar a Martin como productor ejecutivo del álbum por su constante presencia y asistencia en los procesos de creación. Dijo que se ofrecía como voluntario para grabar la voz de las canciones con el fin de que la obra fuera «un álbum, no una colección de canciones que suenan como si hubieran sido grabadas en diferentes estudios por diferentes personas».

## Lanzamiento y filtración
En agosto de 2014, la cantante comenzó a bromear sobre un gran anuncio que daría a conocer ese mes. El día 4, Swift publicó un vídeo en su cuenta de Instagram donde presionaba el décimo octavo botón de un ascensor como «primera pista» sobre su nueva música. Dos días después tuiteó una imagen de la hora 05:00 con su gata y un dibujo de la Estatua de la Libertad en Nueva York en el fondo; al día siguiente, una captura de pantalla de una página de inicio de Yahoo!. Más tarde confirmó el 13 de agosto durante The Tonight Show Starring Jimmy Fallon que realizaría una sesión transmitida en vivo en las oficinas de Yahoo! el 18 a las 5 de la tarde. Ese día, Swift se presentó en la cima del edificio Empire State, Nueva York, para realizar el evento y contó a la multitud que tenía varias sorpresas que dar a conocer. Reprodujo su nuevo sencillo «Shake It Off», compuesto y producido con ayuda de Max Martin y Shellback, y estrenó su vídeo musical, dirigido por Mark Romanek, donde la intérprete aparece bailando junto con un grupo de bailarines profesionales y algunos de sus propios admiradores. Entre otras sorpresas anunció que el título de su álbum sería 1989 y que estaría disponible para su compra el 27 de octubre y reveló su portada: una foto Polaroid con «T.S.» y «1989» escritos en su pie. Además afirmó que la edición de lujo del disco incluirá seis pistas adicionales y un paquete de trece fotos Polaroid que variará de copia en copia; en total existen sesenta y cinco fotos diferentes y cada una tiene el verso de alguna canción del álbum escrito a mano en su inferior. Para Estados Unidos, esta edición es exclusiva de Target.

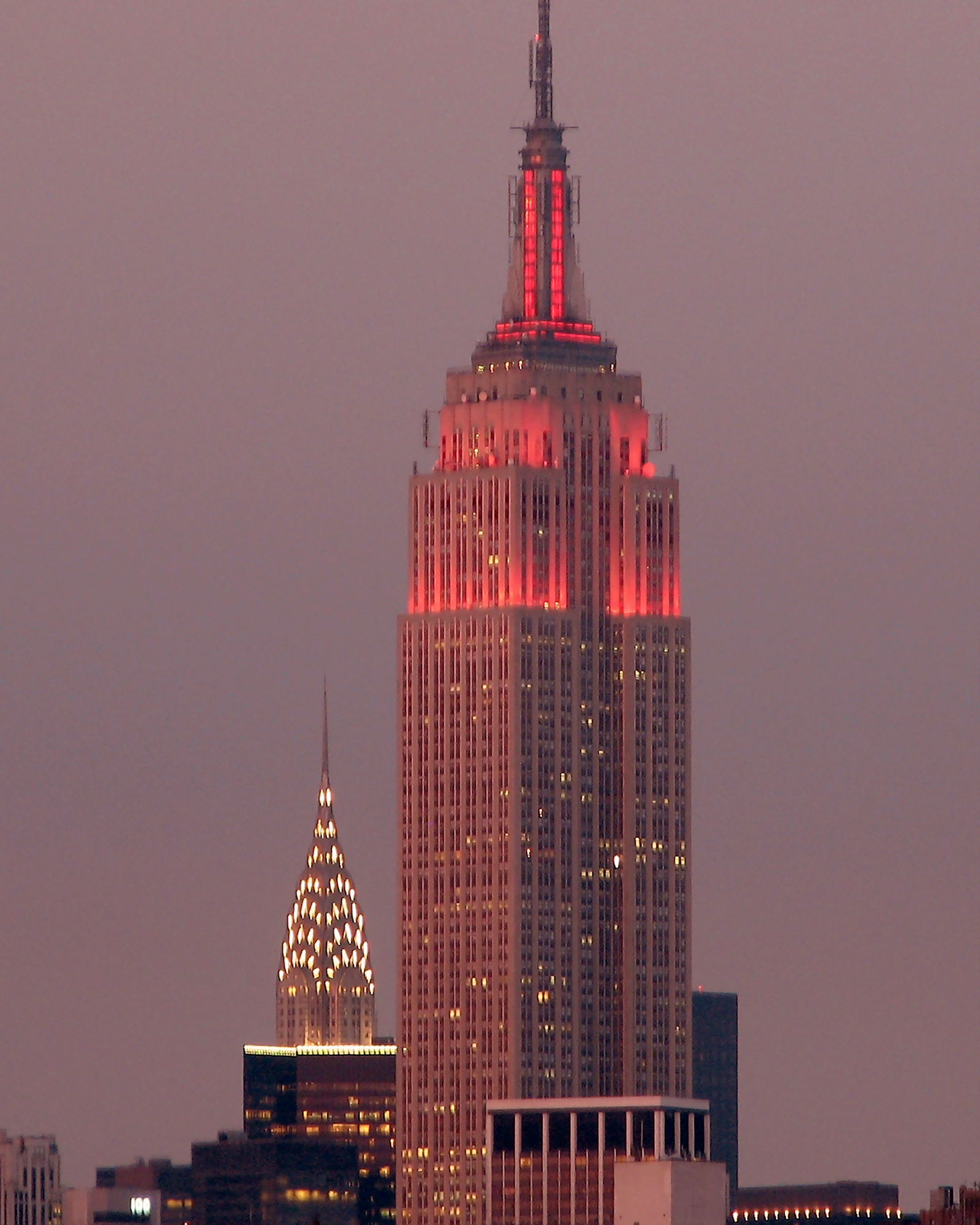
En 2014, Swift se presentó en el Empire State para anunciar el lanzamiento de 1989. Más tarde, para celebrarlo, visitó el barrio de SoHo desde donde se apreciaba el edificio.

Para septiembre, Swift ya había dado a conocer el nombre de nueve canciones del disco como «Bad Blood», «I Wish You Would», «Style», entre otras. Durante las semanas previas al lanzamiento de 1989, la cantante organizó varias fiestas para que algunos de sus seguidores, los cuales observaba durante meses en sus redes sociales, pudieran escucharlo e interactuar con ella. Para participar en las «sesiones secretas», realizadas en las casas de Swift en Nueva York, Los Ángeles, Nashville y Londres, los invitados no podían llevar sus celulares y debían firmar un contrato de confidencialidad que les prohibía discutir el título o las letras de las canciones. El 14 de octubre, la artista lanzó «Out of the Woods», «una canción nueva que creo que representa lo mejor de 1989», aunque no como sencillo. Ese mismo día, a trece días de la llegada de la obra, declaró que comenzaría a publicar pequeños versos de cada pista a través de fotos en Instagram. Durante esa semana, la lista de canciones sin publicar del álbum comenzó a circular en Twitter, en la cual figuraban el nombre de dieciséis temas con sus respectivos escritores. La artista recurrió a su cuenta de Tumblr para aclarar que la lista no era precisa. Sin embargo, una semana más tarde cuando una tienda alemana exhibió el disco en sus estanterías, publicó una foto que confirmaba los nombres de las trece canciones de la edición estándar luego de que algunos admiradores tomaran fotos del disco y las subieran a Internet. Swift tenía previsto lanzar «Welcome to New York» el 21 de octubre; pero, como la canción llegó a Rusia antes que en Estados Unidos por diferencias horarias, tuvo que adelantar su estreno un día. Luego de esto, una falla en el sistema del iTunes de Canadá filtró una pista llamada «Track 3», que, si bien no era real y solo se trataba de ocho segundos de estática, llegó al número uno en el conteo.
El 23 de octubre, Jimmy Kimmel entrevistó a Swift en su programa televisivo y luego dejó que tomara el escenario para que cantara «Shake It Off» y «Out of the Woods». La artista declaró que se sentía «más confiada sobre este álbum de lo que estado con cualquiera de los otros, lo cual es un sentimiento muy lindo» y confirmó que durante un tiempo solo existió en su teléfono y solo permitía que lo escucharan con auriculares por miedo a que lo grabaran. Si bien la cantante elaboró diversas tácticas para evitarlo —como reproducir música heavy metal afuera de su vivienda durante las sesiones secretas y enviar un guardaespaldas con el álbum en un iPad a los periodistas que harían reseñas—, 1989 se filtró tres días antes de su entrega. «Blank Space» fue la primera canción en navegar la red luego de que un pirata informático la subiera a YouTube aunque más tarde Big Machine Records quitó la canción del sitio web. Lindsey Weber de Vulture señaló que, como el primer archivo filtrado en Zippyshare.com estaba en francés, la fuga pudo originarse en Francia. Por otro lado, Webber sugirió que pudo ser una operación interna de Target, ya que la cadena también está presente en Canadá y la filtración fue de su edición exclusiva. Los seguidores de Swift se mostraron disgustados ante lo ocurrido y decidieron no escuchar el álbum hasta su fecha oficial de lanzamiento; aunque algunos expertos en música indicaron que esto no afectaría las ventas de 1989. Anthony DeCurtis de Rolling Stone escribió: «Los admiradores de Taylor Swift son extraordinariamente leales. Dudo que alguien que quisiera comprar el álbum fuera disuadido por la fuga». El 27 de octubre, Swift visitó los programas Good Morning America y The Ellen DeGeneres Show para hablar sobre el disco. Alrededor de la hora 19:00 se presentó en la azotea de un edificio en el barrio neoyorquino SoHo para conducir una última sesión secreta, transmitida en vivo a través de Yahoo! Music y iHeartRadio, donde cantó varias canciones del disco.
En su semana de lanzamiento, Microsoft comenzó a vender el álbum completo a $0.99 a través de su aplicación Music Deals. La corporación había anunciado que reemplazaría su servicio de distribución gratuita Groove Music con esta aplicación, donde los usuarios podrían adquirir música por $1.99 o menos. Por otro lado, Big Machine prohibió la publicación de 1989 en plataformas de streaming como estrategia para impulsar sus ventas. Sin embargo, una de ellos, Spotify, expresó su descontento ante la decisión del sello y listó las canciones de todas maneras en el sitio acompañado del mensaje: «El artista o sus representativos han decidido no lanzar este álbum en Spotify. Estamos trabajando en ello y ojalá cambien de opinión pronto». Meses atrás, Scott Borchetta, presidente de la firma de Swift, se mostró en contra de este servicio al decir que el streaming «devalúa la música» y que si la situación se extendía podían dejar de producirla. Asimismo, la intérprete espera que los artistas se den cuenta del esfuerzo que ponen en su material al crearlo y que algún día lo pidan en lugar de «regalar su música». El 3 de noviembre, el presidente decidió retirar toda la discografía de la cantante de Spotify a raíz de una discusión que tuvo con la compañía. Como resultado, el sitió creó diversas listas de reproducción con el fin de sobrellevar la pérdida y aseguró que estaba intentando hacer que la cantante regresara a la plataforma. Durante una entrevista para Sixx Sense con Nikki Sixx, Borchetta declaró que el catálogo musical de Swift estaría disponible en servicios pagos de streaming como Beats Music y Rhapsody y confirmó que varios artistas y empresarios discográficos tienen pensado seguir su ejemplo. Explicó que tomó esta decisión por respeto a las personas que compran el álbum al decir: «Nunca quisimos avergonzar a un admirador. Si este fuera y comprase el álbum en iTunes o donde fuere, y luego sus amigos dijeran "¿por qué pagaste por eso? Es gratis en Spotify", estaríamos siendo completamente irrespetuosos con aquel superadmirador que quiere invertir». El 9 de junio de 2017 tres años después sin que 1989 aparezca en ningún servicio de streaming, Big Machine envió un comunicado que gracias a que 1989 vendió diez millones de copias en todo el mundo, Taylor Swift quiso agradecer a sus fanes haciendo que todo su catálogo este de nuevo disponible en los servicios de transmisión tanto en Spotify como en Apple Music.

## Contenido

### Portada y folleto
Bajo la dirección creativa de Taylor, Sarah Barlow y Stephen Schofield tomaron las fotografías para 1989 y Amy Fucci y Austin Hale se encargaron del diseño. La portada es una fotografía instantánea Polaroid de Swift cortada por debajo de sus ojos con sus iniciales escritas en la esquina inferior izquierda y el título del álbum en la derecha. La cantante luce un suéter celeste con mangas blancas, con gaviotas en vuelo y se le puede ver su boca con labial rojo. Indicó que, tras tomar todas las fotos para el folleto del disco con una cámara Polaroid accidentalmente, decidió usar una para la portada. Además, el disco trae consigo uno de cinco paquetes de trece de sesenta y cinco fotos; la mayoría están en color pero existen once en blanco y negro. Por otro lado, la decisión impulsó las ventas caídas de la compañía fotográfica. Cuando habló acerca de sus objetivos que tenía con el álbum en una entrevista para Time, la intérprete comentó que su sello y su jefe le advertían que, entre otras cosas, la portada parecía «arriesgada» y que tuvo que luchar constantemente por mantener el control sobre el proceso de creación de 1989. Además declaró que cuestionaron cada propuesta que hacía y continuó diciendo:

«Cuando puse frente a ellos una portada de álbum que no tenía la mitad de mi rostro en ella, e intenté convencer a mi sello de que esto era la mejor manera de vender un álbum, ya sabes, recibí algunas miradas de reojo. Pero sabía que esta era la mejor portada para representar este disco, porque quería que tuviera un aire de misterio. No quería que la gente conociera el ADN emocional de este álbum. No quería que vieran una fotografía sonriente en la portada y pensaran que este es un álbum feliz, o que vieran una expresión facial de aspecto triste y pensaran: “Oh, este es otro disco sobre ruptura.”»

Según Chloe Melas de HollywodLife y Matthew Richmond de AXS respectivamente, la imagen muestra el lado «vanguardista» de Swift y enfatiza el estilo retro asociado con el álbum. Christopher Bonanos de Vulture destacó varios aspectos de la portada en un «examen minucioso». Tras escribir que Swift «parece ser una entusiasta cuando se trata de este extraño y viejo método para tomar fotografías», el escritor notó que, si bien no es una digital editada con filtros y que seguramente la tomaron con película analógica, su forma y proporción de bordes fueron alterados para adaptarse a las medidas de una portada cuadrada. A partir de esto, Bonanos encontró «interesante» que «su álbum más electrónico hasta la fecha tenga el tipo de imagen más analógica —única, difícil de copiar— en su portada». Finalmente bromeó sobre el hecho de que el rostro de Swift esté cortado y comentó que «tiene un precedente (accidental) en el arte antiguo, lo cual puede ser evocador a pesar de que, o incluso porque, la cara está incompleta», refiriéndose al fragmento del busto de una reina egipcia. Kai Butterweck del sitio alemán laut.de la elogió y dijo que el primer vistazo a la portada «revela que la rubia estaba especialmente enamorada del pasado» y que su producción le otorga un toque de nostalgia. En 2015, el personal de Billboard la colocó en su conteo de las cincuenta mejores portadas de la historia en el puesto cuarenta y nueve por su impacto social instantáneo, «con miles de admiradores poniendo su toque personal en varios homenajes a lo que probablemente se convertirá en una de las obras más identificables de su carrera».
El concepto visual del álbum utiliza colores pastel y luces de neón, así como también implementa otras fotos del mismo tipo que la portada. El folleto de 1989 comienza con prefacio, una introducción breve, donde Swift se dirige a sus admiradores para explicarles que necesitaba cambiar su dirección musical con el objetivo de reencontrarse con ella misma. Luego de agradecerles por «el valor para cambiar», concluye el prólogo describiéndose como «la chica que dijo que nunca se cortaría el cabello corto o se mudaría a Nueva York o encontraría la felicidad en un mundo donde no está enamorada». Como los trabajos anteriores de Swift, el folleto de 1989 contiene mensaje secretos en las letras de las canciones que se forman a partir de la unión de las letras minúsculas. Cada mensaje está relacionado con la pista en la que se encuentra. Sin embargo, por separado, las «reflexiones vagamente poéticas no ofrecen muchos detalles sobre sus canciones respectivas» pero en conjunto se leen como un cuento sobre «un chico y una chica, que se amaban mucho pero que simplemente no pudieron hacerlo funcionar». La historia, que representa un giro en la manera que Swift presentaba las pistas y ayuda a limpiar su imagen mediática de loca por los chicos, dice:

«Comenzamos nuestra historia en Nueva York. Hubo una vez una chica conocida por todos y por nadie. Su corazón le pertenecía a alguien que no podía quedarse. Se amaban el uno al otro temerariamente. Pagaron el precio. Ella bailó para olvidarlo. Él conducía por su calle cada noche. Ella hizo amigos y enemigos. Él solo la veía en sus sueños. Luego, un día, él regresó. El correr del tiempo es algo gracioso. Y todo el mundo estaba observando. Ella lo perdió pero se encontró a sí misma y de alguna manera eso era todo».

### Letras y sonidos
Tras anunciar el lanzamiento del trabajo, Swift describió a 1989 como su «primer álbum pop documentado y oficial» e indicó que la música pop de finales de 1980 la inspiró mientras lo grababa. En una entrevista para Kiss FM declaró que se inspiró para idear el título a partir de la escena musical que se desarrolló durante su año de nacimiento, la cual volvió a descubrir, y que se sentía «creativamente segura» sobre el proyecto. Explicó: «Creo que tengo unos cuantos artistas de los finales de los 80 quienes creo que, en mi opinión, tomaron las decisiones más increíbles, audaces y arriesgadas en lo que va de la música pop. Realmente estuvieron muy por delante de su tiempo, como Annie Lennox y lo que Madonna estuvo haciendo a finales de los 80. “Like a Prayer” es legítimamente una de las mejores canciones pop de todos los tiempos». 1989 representa su separación musical del country pop; musicalmente presenta una producción musical más electrónica que sus lanzamientos anteriores, contiene percusiones programadas y sintetizadores respaldados por bajos pulsantes y respaldos vocales procesados así como también algunas guitarras que proveen de «textura» a algunas canciones. En la ambientación musical predomina el pop electrónico influenciado por diferentes géneros como el new wave, el R&B contemporáneo, el bubblegum y el synthpop. La intérprete declaró que no estaba preocupada por herir los sentimientos de sus admiradores amantes del country y que no creía que la gente estuviera sorprendida por el cambio; «Creo que en mi último álbum, cuando la canción “I Knew You Were Trouble” salió y pasó siete semanas en el número uno de las listas pop, eso fue algo así como una bengala de advertencia».
Si bien la composición musical es menos «microdetallada» y personal que la de sus trabajos anteriores sigue siendo «inconfundiblemente Swift» y está llena de melodías «polisílabas» y letras «juguetonas y provocativas» con influencias contemporáneas. Asimismo expone «una especie de madurez» en el contenido lírico del álbum sin hacer uso de lenguaje explícito, presente en canciones como «Blank Space» y «You Are In Love»; esto se debe a que la cantante tiene en cuenta que «siempre va a haber un niño de ocho años en primera fila» en sus conciertos. Max Martin y los demás colaboradores ayudaron a que las canciones se volvieran más «más experimentadas y sutiles, menos burbujeantes y malcriadas que en el pasado». Por otro lado, como la artista escribe en el prólogo del folleto, el material cuenta diferentes «historias» sobre moverse a Nueva York, nuevas experiencias románticas y darse cuenta de que «nada bueno llega sin pérdida y penurias y esfuerzo constante». De acuerdo con la cantante, el material de 1989 trata sobre seguir impulsos y «vivir mi vida bajo mis propios términos», si bien la mayoría de las pistas tiene una temática amorosa.
El álbum comienza con «Welcome to New York», un himno synthpop dedicado a la ciudad de Nueva York que presenta palmadas sintéticas, un estribillo preparado para ser cantado por multitudes y una letra gay friendly. En una entrevista con Good Morning America, la intérprete comentó que «quería comenzar el álbum con esta canción porque Nueva York ha sido un paisaje y una localidad importante para la historia de mi vida en los últimos años». Continuó diciendo: «Me enfoqué en mudarme allí con un optimismo de ojos abiertos y vi que era un lugar de potencial y posibilidades infinitas. Puedes escuchar eso reflejado en esta música y especialmente en esta primera canción».
La pista utiliza metafóricamente el cambio de domicilio de la cantante para hablar sobre su transición de la música country al pop contemporáneo. Swift canta «buscar un sonido que nadie escuchó antes» y bailar al ritmo de una «nueva banda sonora». «Blank Space» es una canción electropop minimalista que muestra influencias de Lorde e implementa el ritmo hip hop de una caja. La autora describió el proceso de composición como un «viaje» y durante una sesión para SiriusXM confesó que en realidad comenzó a escribirla como una broma. Tras reflexionar sobre la reputación que los medios le habían construido concluyó que habían creado un personaje «increíblemente complejo e interesante» y decidió escribir desde su perspectiva. En cuanto a su letra, «Blank Space» es una obra irónica que se burla de la exposición mediática de Swift relacionada con su vida amorosa y la retrata como «una devoradora de hombres extremadamente unida que tiene citas por material para escribir». Su música incluye el sonido de un bolígrafo pulsador antes de la línea final del estribillo: «Y escribiré tu nombre». «Style»,  la tercera pista, es una canción pop funky con elementos del electropop y del poprock y una reminiscencia de la atmósfera retromoderna de Electric Youth y Blood Orange. Durante su composición, Swift pensaba en cómo algunas tendencias relacionadas con la ropa que nunca dejan de gustar; «Y exactamente como hay tendencias que nunca pasan de moda, hay sentimientos que nunca pasan de moda ». Su letra trata sobre la relación inestable y poco saludable de una chica con vestimenta «clásica» y labios pintados de rojos y de un chico con la «mirada de James Dean»; asimismo implementa imágenes de los años 50 para «enmarcar» el romance, «tan intenso que que su esencia se siente infinita». Los arreglos para la canción incluye un riff de guitarra al estilo de Nile Rodgers afectado por un pedal wah-wah.
«Out of the Woods» es una balada synthpop «susurrante» que contiene elementos de la música ochentera y contemporánea. Jack Antonoff, productor y respaldo vocal en la canción, utilizó un sintetizador Yamaha DX7, «único de los 80», y un Minimoog Voyager «que suena extremadamente moderno» para contrastar y mezclar el sonido de ambas épocas. Además, Swift explicó en un vídeo que el sonido de «Out of the Woods» refleja perfectamente las sensaciones de fragilidad y ansiedad y la naturaleza rompible de «una relación de nunca te sientes como si estuvieras de pie en tierra firme». La letra es evoca la historia de un «romance tenaz» a través de «imágenes de un accidente automovilístico, una Polaroid olvidada y la decisión “de mover los muebles, así podríamos bailar”».
La intérprete solo trabajó con diez colaboradores para la creación de 1989 y ella misma participó en la escritura de las dieciséis canciones y en la producción de siete. Swift y Ryan Tedder compusieron «Welcome to New York» y «I Know Places», y las produjeron junto con Noel Zacanella. Escribió con Martin y Karl Johan Shuster «Blank Space», «Style», «All You Had to Do Was Stay», «Shake It Off», «Bad Blood», «Wildest Dreams», «How You Get the Girl», «Wonderland» y «New Romantics». Martin y Shuster también produjeron estas canciones; Ali Payami colaboró en ambos aspectos de «Style» mientras que Mattman & Robin ayudaron en la producción de «All You Had to Do Was Stay». Con Antonoff, la intérprete creó «Out of the Woods», «I Wish You Would» y «You Are In Love»; además, Martin se encargó de grabar las voces para las tres y Greg Kurstin cooperó en la producción de la segunda. «This Love» es la única canción en el álbum escrita por Swift en solitario en álbum; su colaborador más recurrente, Nathan Chapman, la ayudó a producirla. Con Imogen Heap trabajó en la última pista estándar, «Clean».

## Recepción

### Comentarios de la crítica
1989 recibió comentarios generalmente positivos por parte de los críticos musicales. De acuerdo con Metacritic acumuló un total de 76 puntos sobre 100 basados en treinta reseñas profesionales que recibió. En AnyDecentMusic? consiguió una puntuación promedio de 7.4 sobre 10 basada en veintinueve reseñas, mientras que en Kritiker, sitio que recopila críticas de Suecia, tiene una puntuación de 3.6 de 5, lo que indica «críticas favorables en general». Emma Dibdin de Digital Spy le otorgó cuatro estrellas de cinco e indicó que «existen vínculos claros de vuelta a sus viejas y terrenales baladas, con varias pistas que funcionan casi como secuelas de canciones anteriores». Describió el trabajo entre Swift, Max Martin y Shellback como una «fórmula infalible para éxitos», aunque añadió que no hay una canción como «All Too Well» que sea un «trabajo líricamente sofisticado». Finalmente, Dibdin concluyó que 1989 es su trabajo «más ligero, más pegadizo y más calculado» y que, si bien también es el menos personal, es «una mina de oro con éxitos garantizados». Además recomendó descargar «Blank Space», «Style», «Out of the Woods», «Wildest Dreams», «I Know Places» y «Clean». Aunque la nombró «la compositora más vívida de su generación», Adam Markovitz de Entertainment Weekly señaló que la cantante se esfuerza mucho por ganar en un terreno musical ajeno a ella, «al reducir gradualmente sus palabras hasta cosas de amor genéricas sobre sintetizadores fluidos». Terminó calificando el disco con una B (lo que en el método de evaluación estadounidense representa bueno) y destacando las pistas «I Wish You Would» y «Bad Blood» como las mejores. Jim Farber de New York Daily News dio una reseña de tres estrellas de cinco sobre el álbum de Swift al decir que aparenta «ser más regresivo, adolescente y juvenil que nunca» pero que en realidad es «su trabajo más frívolo y menos importante hasta la fecha». Farber criticó los sintetizadores básicos por ser «anticuados» y no ser «de un profundo, rico o moderno tipo», los estribillos que tienden ser «repetitivos» y las letras poco innovadoras. Por otro lado alabó la presencia del new wave porque «otorga a las nuevas canciones de Swift cierto atractivo fresco». El columnista cerró su crítica aludiendo que 1989 hace que la intérprete luzca «como una simple máquina de teen pop y como alguien que aún tiene que aprender cómo actuar a su edad». Jon Caramanica de The New York Times escribió que estaba «lleno de canciones sobre desamor construidas por expertos y ligeramente neutralizadas» y notó que 1989 es diferente al resto de pop común que imita la música urbana. Caramanica aludió que «lo que ella no hace en este álbum es tan importante como lo que hace»; asimismo se mostró complacido con la ausencia de productores como Diplo y Mike Will Made It y de colaboraciones de raperos, lo que permitió que el sonido de la obra sonara como «cuando el pop era menos abiertamente híbrido». Además mostró su agrado por la voz de Swift, en la que «apenas hay descrédito alguno», por su versatilidad y concluyó la nota diciendo:

«La señorita Swift siempre ha sido melodía primero, y si quisiera entregarse a un productor y sonido del momento, podría haber ido por varias diferentes y más obvias rutas, o incluso permanecer en el country, que es tan declinado hip hop como es el pop estos días. (Que conste, hay algunos tipos de frases modernas salpicadas a lo largo de las letras —«this sick beat», «mad love» y el estribillio de «Shake It Off», donde chilla «los jugadores van a jugar, jugar, jugar, jugar, jugar/Y los que odian van a odiar, odiar, odiar, odiar, odiar»— pesar de que están allí en su mayoría para resaltar cuán desubicada suena la señorita Swift cantándolas.) Pero al hacer pop casi sin referencias contemporáneas, la señorita Swift está apuntando hacia algún lugar aún más alto, un modo de atemporalidad que pocas estrellas pop —aparte de, por ejemplo, Adele, quien tiene un don vocal que exige un enfoque de este tipo— se molestan siquiera a aspirar. Todos los demás que intentan sonar como ahora tendrán que cambiar de marcha un vez que el sonido de ahora cambie. Pero no la señorita Swift, quien está librando y ganando una nueva guerra, una que nunca admitiría que pelea».

Alexis Petridis de The Guardian otorgó al álbum cuatro estrellas de cinco y lo describió como un conjunto de «melodías innegables y enormes estribillos perfectamente torneados y ganchos persistentes». Petridis destacó el dominio «sorprendente» de Swift sobre el álbum al decir: «Martin, Kurstin y los demás hacen incontables discos de pop altamente pulidos cada año, pero rara vez son tan inteligentes o tan agudos o tan perfectamente sintonizados como este, lo que sugiere que esas cualidades fueron llevadas al proyecto por la mujer cuyo nombre aparece en la portada». Kitty Empire del mismo periódico puntuó 1989 igual que Petridis y lo llamó «una confección atrevida y chismosa que juega con sus fortalezas». Sostuvo que la mayoría de las canciones tratan temas románticos, incluso «Welcome to New York», «una canción de amor, pero para la nueva ciudad de Swift». Sin embargo, Empire expresó su molestia ante la falta de un sencillo potencial que suceda a «I Knew You Were Trouble». Según Jem Aswad de Billboard, 1989 es un «una gira de pop sofisticado de forcé que merece ser tan popular comercialmente como con los bloguers adoradores de Robyn», que si bien pudo ser una aglomeración de muchas ideas, terminó siendo su mejor trabajo. Aswad escribió que una de las muchas diferencias en la obra con respecto a las anteriores de Swift está en su sonido electrónico, basado en la «programación de percusión y sintetizadores, bajo pulsante y respaldo vocal procesado», particular de Martin. Agregó que las letras todavía presentan las características de la cantante pero que los demás compositores la ayudaron a perfeccionarlas, haciendo que sean «más experimentadas y sutiles, menos burbujeantes y malcriadas que en el pasado». También notó la abundancia de romance en canciones como «Blank Space», «I Know Places», «This Love», «I Wish You Would» y «All You Had to Do Was Stay» y las vinculó con la relación de Swift y Harry Styles de 2013. La conclusión de Aswad fue que Swift logró evitar lo peor de «una ruptura con la audiencia principal» y que en su lugar estableció «el siguiente capítulo de lo que es, ahora aún más probable, una muy larga carrera». Christina Drill de Popdust realizó una reseña sobre la base de su primera impresión de cada pista donde las calificó de uno —equivalente a «Girl At Home»— a diez —equivalente a «All Too Well». Canciones como «Welcome to New York», «Out of the Woods», «Bad Blood» y «Wildest Dreams» recibieron calificaciones de cinco o menores, mientras que el resto superó esta nota. Destacó canciones como «This Love», «You Are In Love» y «New Romantics» al otorgarles un nueve a cada una. Además, Drill elogió a esta última por ser diferente con respecto al resto del álbum y escribió que «Lady Gaga desearía que todo ARTPOP sonara como esta» pista.

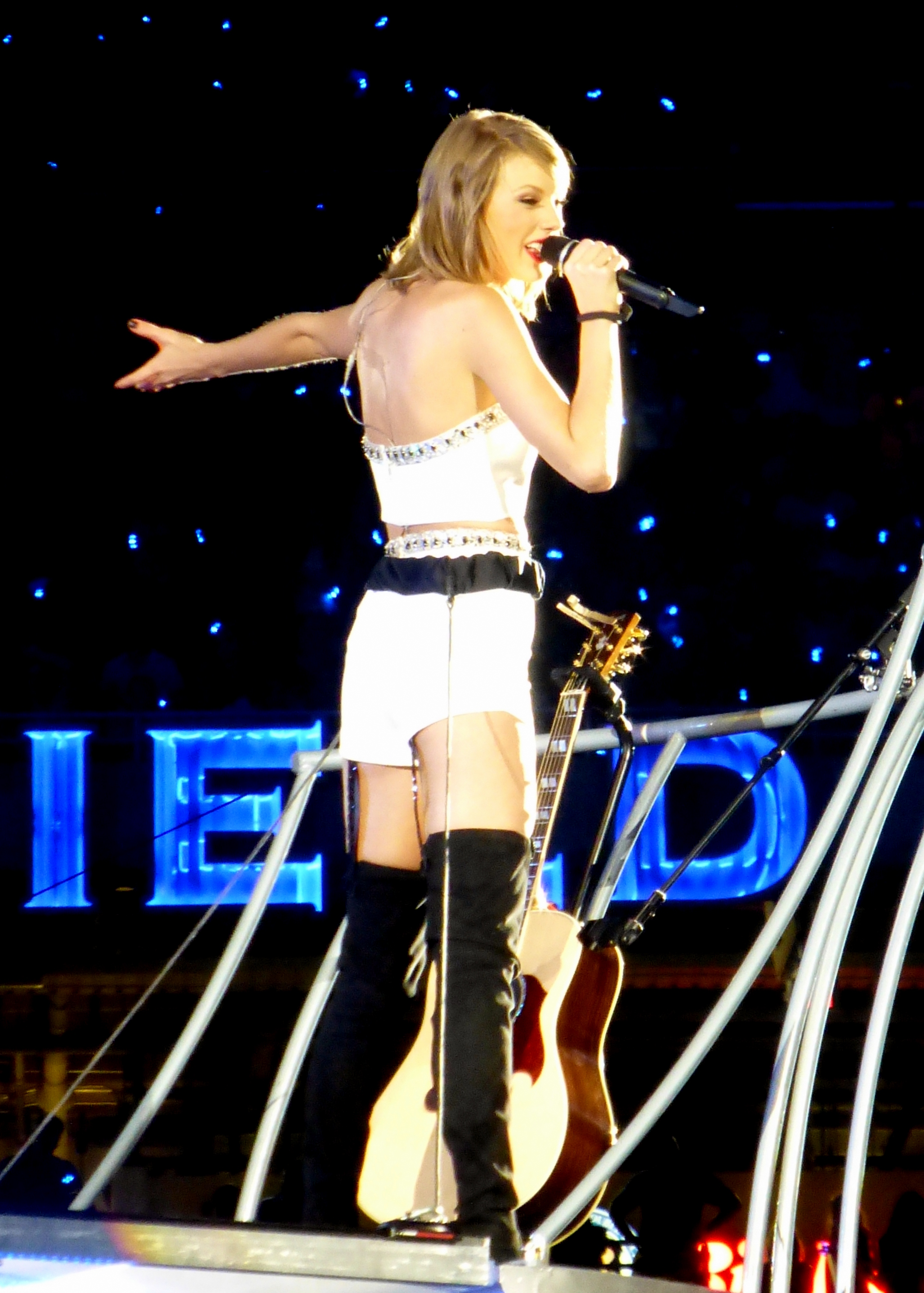
Si bien los críticos elogiaron la mayoría de las canciones, «Clean», «Blank Space» y «Style» fueron de las más alabadas del álbum.

Rod Sheffield de Rolling Stone también le otorgó cuatro estrellas de cinco y escribió que Swift muestra su amor por el synthpop de los ochenta y que pasa «la mayor parte del álbum intentando convertirse en los Pet Shop Boys»; de igual manera señaló que aunque solo un par de pistas presentan su característica guitarra acústica, sigue siendo la misma artista. Sheffield sostuvo que «los mejores momentos llegan hacia el final» y destacó canciones como «How You Get the Girl», porque «mezcla lo mejor de sus nuevos y viejos trucos»; «This Love», que es lo que llamarían «power ballad» en 1989 según el crítico, y «Clean», el «final matador». Por último lo describió como «profundamente extraño, febrilmente emocional, salvajemente entusiasta» e indicó que, aunque la obra no suena como nada que Swift haya hecho antes, sigue sonando exactamente como ella. Andy Gill de The Independent escribió en su reseña de tres estrellas de cinco que el disco presenta «contrastes marcados , alteraciones repentinas e imágenes discordantes» y que sus canciones intentan «encapsular el dramático cambio emocional en unas pocas líneas llamativas». Destacó a «Shake It Off» y elogió «Clean» por su «evidente nueva madurez». Darryl Sterdan de Toronto Sun redactó una crítica negativa al decir que «en muchas maneras también es su menos atractivo, al sublimar sus fortalezas características en un intento de recrear una era que nadie está interesado en volver a visitar». Entre varias «lecciones» notó que el uso de sintetizadores, cajas de ritmo y pads de percusión en reemplazo de violines, guitarra de acero con pedal, mandolina y percusión en vivo lo despoja de «calidez y humanidad». Por otro lado, Sterdan se mostró complacido con «Shake It Off» al concluir diciendo que «algunas más como esta hubieran hecho de 1989 más agradable».
Al igual que Dibdin, Neil McCormick de The Telegraph comentó que la fórmula de escritores y productores haría que uno piense 1989 sonaría genérico pero, en su lugar, el resultado es «una gama más amplia de contraste dinámico de lo que se encuentra en un montón éxitos EDM sobreproducidos» con una primera impresión «llena de efervescencia estadounidense». Antes de calificar el trabajo con cuatro estrellas de cinco, McCormick notó que Swift no se había alejado de sus raíces y que algunas canciones «podrían ser rasgueadas con una guitarra acústica, con versos bien formados, puentes crecientes y estribillos pegajosos», aunque superficialmente sean pop. Mike Diver de la revista Clash comenzó su reseña señalando que «su ambición es encomiable, pero su ejecucón, atrevidamente defectuosa»  y la continuó diciendo que «1989 es un chiste constante, que siempre coquetea con la excelencia pero que rompe las esperanzas de que alguna canción pueda surgir como brillante singularmente contra las crueles rocas de la inevitabilidad del pop en cada oportunidad». Usó a «I Know Places» como ejemplo y escribió que «durante unos buenos 48 segundos pareciera que está por alcanzar su pico con estribillo como martillazo» pero que en su lugar «se escurre» y la voz de Swift está editada. Por otro lado, Diver encomió el rango vocal que Swift expone por ser «triunfante, inmenso y salvaje a lo largo» del álbum. Finalizó su nota diciendo que «este no es el nuevo amanecer valiente que pueden haberte prometido» y calificándolo con seis puntos sobre diez. Robert Leedham de Drowned in Sound lo describió como «la obra de alguien que encuentra el éxito en la desventura, en lugar de revolcarse en ella», y escogió a «Blank Space» como ejemplo. También destacó «Style», «lo mejor de todo», por ser fácilmente relacionable para cualquiera. Craig Manning de AbsolutePunk lo calificó con ocho puntos con cincuenta sobre diez y escribió que «despedirse del country y abrazar plenamente el pop» pudo ser el «mayor movimiento de su carrera» en los últimos cinco años. Expresó la preocupación que compartió con los seguidores de la intérprete al no estar «seguros de cómo iba a traducir su atractivo en un entorno tan nuevo sin aeorgrafiar todas las peculiaridades, los defectos y las historias que siempre la han hecho tan convincente y única». Sin embargo, Manning agregó que con solo escucharlo una vez le demostró que «esos temores eran infundados» y que «literalmente cada canción podría ser un sencillo». Antes de comenzar a hablar sobre las canciones, el columnista dio una última reseña del trabajo en general:

«Lo notable de Taylor Swift es que, a pesar de que probablemente sea la mayor estrella musical en Estados Unidos en estos momentos, nunca ha parecido falsa. Nunca ha estado asustada de escribir con franqueza sobre sus relaciones o sobre las cosas que suceden en su vida, y nunca ha hecho un intento de ser alguien o algo más en pos de éxito comercial. Podría decirse que el mayor logro de 1989 es que en su mayoría suma esos superlativos y sigue. Estas canciones siguen siendo más ágiles que en su trabajo pasado, por supuesto. Por un lado se basan más en estribillos pegadizos que en impactar con versos líricos. En otras palabras, no deberías esperar ninguna copla aquí que esté al nivel de: "Y ahí estamos otra vez, en el medio de la noche/Estamos bailando alrededor de la cocina bajo la luz del refrigerador." Pero Taylor sigue colocando mucho de sí misma en estos versos y estribillos, hasta el punto de que la mayoría de estas canciones golpean un nuevo sonido, pero siguen siendo indudablemente ella».

Luego de calificarlo con cuatro estrellas de cinco y comentar que es menos íntimamente detallado en comparación con sus trabajos anteriores, Adrian Thrills de Daily Mail habló sobre las influencias de Gwen Stefani y Lana Del Rey que presenta 1989 en canciones como «Shake It Off» y «Wildest Dreams» respectivamente y notó que «el tempo se ralentiza a medida que el álbum progresa». En su crítica de tres puntos y medio sobre cinco, Glenn Gamboa de Newsday llamó a 1989 «un triunfo pop» aunque al igual que Thrills señaló que es menos detallado, confesional e íntimo que sus otros discos. Sin embargo, Gamboa indicó es el más cohesivo y que «demuestra que Swift tiene más que suficiente creatividad artística para crear extraordinaria música pop sin explotar su vida personal al hacerlo». Shane Kimberlin de musicOMH le otorgó cuatro estrellas de cinco y elogió la cantidad de «corazón y personal para luchar contra la marea» que Swift volcó en el álbum, lo que evitó que fuera una «máquina sin alma» pop. La columnista expresó su agrado por canciones como «Blank Space», «Style» y «This Love» y escribió que, «con variedad y artesanía experta con poco relleno», 1989 llega a ser «genial». Terminó su nota redactando: «Si bien no triunfa completamente al exhibir su transición hacia el pop puro, 1989 es un gran material para aquellos que se niegan a creer, tanto para los exagerados como para los detractores». Matthew Horton de NME comenzó su reseña elogiando el álbum al describirlo como «un fenómeno pop» y no un simple viaje nostálgico. Escribió que 1989 es una «reinvención radical» que por fin permitirá que Swift «plante su bandera firmemente en suelo pop», además de otorgarle una puntuación de siete sobre diez. Annie Galvin de la revista Slant valoró el disco con tres estrellas y media de cinco y destacó a «Out of the Woods», «I Wish You Would», «All You Had to Do Was Stay», «Wildest Dreams» y «I Know Places»; asimismo alabó esta última por representar la voluntad aventurera de Swift que la sacó de su zona de confort y experimentar sonidos tanto retros como modernos. Galvin declaró que las mejores «refuerzan su característico don para elaborar letras con la maximalista producción de pop reventado» de Martin y Shellback. Stephen Thomas Erlewine del portal web Allmusic sostuvo que la obra contiene pop moderno si bien está fuertemente inspirado por Debbie Gibson y George Michael. Según el escritor, esto se hace evidente en canciones como «New Romantics», que «evoca eficazmente el fantasma del new wave de 1983», y «Out of the Woods», que explora el territorio musical de T'Pau. Por otro lado notó que el disco carece de la calidez de Swift y que hace hincapié en canciones rápidas que acentúan los sintetizadores y las voces procesadas. Al final de la reseña, Erlewine escribió:

«Por debajo del estruendo digital yacen unas canciones fuertes porque, en su base, Swift es una compositora asututa, pero 1989 no es un disco sobre las canciones, es todo sobre el estilo sonoro. Taylor telegrafió tanto cuando lo llamó un "disco pop oficial" y sus problemas yacen en los detalles, no en todo el panorama. Sin lugar a dudas, ella tiene el carisma y lo necesario para convencer tanto con lo bubblegum como con las baladas pero 1989 es algo completamente distinto: una celebración fría y algo distante de todas las transparencias transitorias del pop moderno, socavado por su propio deseo desesperado de ser nada más que una banda sonora brillante para un estilo de vida aspiracional».

Marah Eakin de The A.V. Club calificó 1989 con una B+ (lo que representa prácticamente excelente) y señaló que Swift al fin pudo hacer un disco completamente pop luego de su gradual transición del country al género. Asimismo notó que, «con 1989, Swift finalmente creció» y elogió su «refrescante» decisión de cambiar de dirección en su carrera. Adempas, Eakin encomió a la cantante por ser «una perfeccionista» e intervenir en la producción del disco y a las «perfectas» referencias musicales. Terminó la revisión diciendo que «sugiere que, incluso cuando está haciendo tontos vídeos sobre cuán incómoda se ve cuando baila twerk, Swift ha madurado». Christina Lee de Idolator aseguró que su contenido musical es «audaz y descaradamente confiado» y que la cantante no suena «muy interesada en sumergirse en detalles específicos»; expresó su agrado porque la cantante «haya construido una fortaleza alrededor de su corazón con titánicas canciones synthpop». Lee cerró su reseña diciendo que el álbum es la manera de Swift para «exigir algo de espacio» y dándole una puntuación de tres y medio sobre cinco. Laurence Day de The Line Of Best Fit le otorgó ocho estrellas y media de diez y notó que con la ausencia del country Taylor está lista «para la dominación mundial». Escribió que es grandioso y prácticamente fuerte en todo momento y que cada canción en el disco «es un himno de algún tipo; cada pista podría trepar hasta la cima de las listas con facilidad, dejando de lado las wannabes como si fueran peones en un tablero de ajedrez». Al final, Day sostuvo que la transición musical de Swift «no pudo haber sido un mejor movimiento en su carrera» y que esta evolución está presente en cada minuto del trabajo. Sasha Geffen de Consequence of Sound calificó el álbum con una B y lo describió como «una fuente inagotable de pop ostentado» donde la artista acepta que cometer errores es parte de la vida de un adulto. Notó que las letras son «tan cohesivamente afiladas como lo han sido siempre» y que la voz de Swift suena como «una bala». Finalmente, Geffen recomendó «Bad Blood» y «Clean» por ser «pistas esenciales» en el disco. Como otros críticos, Andrew Unterberger de Spin indicó que es su «álbum menos personal hasta la fecha» y que Swift se sumerge en pop ochentero, como el que «Human League imaginó que sería su futuro hace tres décadas». Sostuvo que la nostalgia del álbum no lo vuelve «caricaturesco» y, en su lugar, da una «sensación distintamente de los 80» gracias a «la densidad de la producción, la prisa de los tambores y un montón de los ganchos líricos». Sin embargo, Unterberger también escribió que «lo más impresionante» es la manera en que Swift mantiene el sonido en una combinación de música contemporánea y de la década de su nacimiento.
Aimee Cliff de la revista Fact comenzó su reseña por decir que «Swift abraza los 80 en su quizás mejor álbum hasta ahora» y dándole una puntuación de tres discos y medio sobre cinco. La revisora escribió que el 1989 es lo mejor para representar «el pop en la era de Instagram» y que es «el equivalente musical de una fotografía de los 80 recortada, editada con filtros y republicada con un pie de #tbt». Finalizó su nota escribiendo que «nada podría ser más 2014». Mikael Wood de Los Angeles Times destacó que la obra es «pop profundamente pegadizo y elegantemente producido con la calidad ligeramente seca de una biografía autorizada». Sin embargo, a diferencia de Caramanica, notó influencias contemporáneas de Katy Perry, específicamente de su canción «Roar», en «Bad Blood» y de Del Rey en «Wildest Dreams»; asimismo señaló que «"All You Had to Do Was Stay" es fácil de imaginar en un disco de Kelly Clarkson o Pink o Demi Lovato». Wood también indicó que, «en realidad, Swift no experimentó la era que está emulando» ya que nació en el último mes de la década pero que, a su vez, «su credibilidad en estas canciones es el pequeño triunfo de 1989». Su calificación final fue de dos estrellas sobre cuatro. Benjamin Boles del periódico Now lo valoró con tres «enes» de cinco y dio una reseña regular al notar que «es en el fondo un muy sólido historial pop comercial con una plantilla sónico muy específico», en lugar de una renovación de la música de 1980. Según el escritor «no es de extrañar que 1989 suene menos como los 80 verdaderos que como 2014» a pesar de que Swift haya citado a Madonna y Annie Lennox como influencias en el trabajo. Por otro lado, Boles escribió que la solidez consistente del álbum es lo que más destacado y que los pequeños detalles de su vida personal en las canciones hacen que sean «resonantes».
Sydney Gore de The 405 indicó que el trabajo es «un enorme paso adelante» para ella y «un testimonio de la transición de Swift como una mujer». Gore concluyó su crítica señalando que si bien no sabe dónde se encuentra parada con respecto a la intérprete, «es un lugar mucho mejor que el de hace dos años». James Reed de The Boston Globe escribió que el álbum es el «esfuerzo más inescrutable» de Swift, con una producción que «es un mosaico claro, brillante y soso de pop electrónico» con leves influencias del new wave y del R&B. Señaló que su composición es «genérica» y que tiene «pocos momentos que te introducen en la narración». Reed finalizó su crítica diciendo que es «es una cruel ironía que en la búsqueda de Swift de no sonar como nadie más, tampoco suena como ella misma». En su reseña de nueve puntos sobre diez, Corey Beasley de PopMatters señaló que 1989 «representa el rechazo final de Swift de sus raíces pop country a favor de éxitos pop para diezmar la radio» y que el último vestigio de country en él es la manera en que la artista canta «chance» en «Out of the Woods». Luego de describirlo como «el paso final en una progresión que, una vez completada, se siente bastante revolucionaria en su propio contexto», el revisor encomió las pistas adicionales de la edición de lujo por ser «tan buenas como cualquier cosa en la edición estándar». Destacó «Wonderland» por tener los mejores arreglos vocales de la obra e indicó que sería un gran éxito «si alguien no la hubiera convencido erróneamente de retenerla del registro adecuado»; también redactó que «You Are In Love» sea «posiblemente la mejor balada que Swift haya escrito». Para cerrar su artículo, Beasley escribió:

«1989 venderá millones de copias y hará millones de dólares para Swift, ya que así debería. Sin embargo, no le otorgará el respeto casi universal concedido a la irreprochable Beyoncé o a la diosa vocal pero musicalmente conservadora Adele, dos de las únicas estrellas a las que razonablemente podría referirse como sus compañeras. Swift es una figura demasiado divisiva para llegar a ese territorio: su vida personal es demasiado complicada, sus aspiraciones románticas demasiado tradicionales, su alegría demasiado fácil de leer como la simplicidad de una animadora. Dejen que sus críticos extranamente feroces se pierdan de los placeres de primera categoría de 1989, entonces. Su romanticismo de grandes lienzos no está de moda, pero ese es el punto. El verdadero atractivo de 1989, en su perfecta evocación de nuestros mayores y más jóvenes sentimientos, no es la pureza sociopolítica que tantos críticos parecen envidiar de Swift por no haberla incorporado; es una pureza estética —la pureza de los sentimientos, de la vigorizante manera que la música pop como la suya puede obligarnos a dejar nuestras pretensiones de sofisticación durante la duración de un álbum y sentirse en un nivel visceral sin filtros. ¿Recuerdan cómo era eso?»

### Recibimiento comercial

#### Estados Unidos

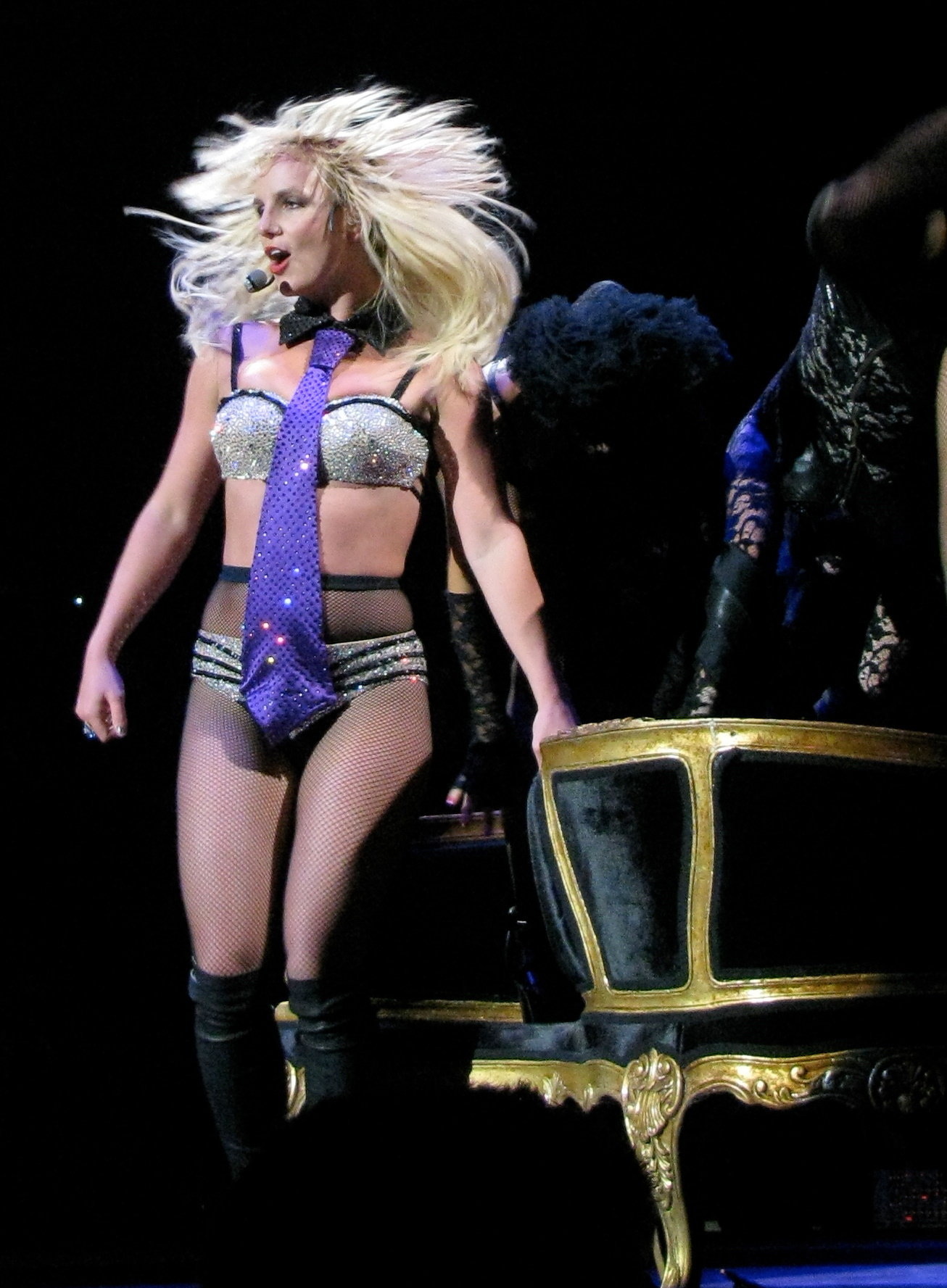
Tras superar las ventas del estreno de Red (2012) de la misma Swift, 1989 se convirtió para entonces en el segundo álbum de una artista femenina mejor vendido en su primera semana, nuevamente detrás de Oops!... I Did It Again (2000) de Britney Spears.

Las ventas de 1989 fueron objeto de especulación en la industria durante meses debido a la crisis comercial en Estados Unidos. Como sus trabajos previos, Speak Now (2010) y Red (2012), vendieron más de un millón de copias en su primera semana, Swift podría convertirse en el único acto en alcanzar el logro por tercera vez desde que Nielsen SoundScan comenzó a rastrear las ventas de discos en 1991. A seis días de su entrega, Steve Knopper de Rolling Stone predijo que sería el álbum más vendido de 2014 y que podría salvar el «terrible año de ventas». Tras aludir a las escasas ventas generales en 2014 y a su decaída de un 14%, Knopper declaró que diversas fuentes esperaban que 1989 vendiera entre 600 000 y 750 000 ejemplares durante sus primeros siete días en el mercado. Al día siguiente, Ben Sisario de The New York Times advirtió de que, según Keith Caulfield de Billboard, el álbum vendería desde 800 000 hasta 900 000. Además indicó que aunque así doblaría las ventas de Ghost Stories de Coldplay (383 000), el disco más vendido del año hasta el momento con 745 000 unidades vendidas en total. Un día después de su lanzamiento, Caulfield anunció que las fuentes actualizaron la cifra y que entonces especulaban que el álbum tendría ventas de un millón en su primera semana.
1989 contó con una buena recepción comercial a nivel mundial, especialmente en Estados Unidos. En su primer día, vendió cerca de 600 000 copias, principalmente en Target y iTunes; de acuerdo con Apple, 1989 rompió el récord de preórdenes en su tienda estadounidense tras superar los 195 000 pedidos de Midnight Memories (2013) de One Direction. Para el 29 de octubre ya había vendido alrededor de 751 000 unidades en seis mercados diferentes: 450 000 en iTunes, 247 000 en Target, 30 000 en Walmart, 16 000 en Amazon, 5000 en Best Buy y 3000 en Starbucks. Finalmente en su primera semana vendió 1 287 000 ejemplares en total, 647 000 en formato físico y 640 000 a través de descargas digitales, sin contar los vendidos a $0.99 a través de la aplicación de Microsoft Music Deals. Brian Mansfield de USA Today señaló que el disco debió haber vendido más de dos álbumes por segundo durante la semana. Gracias a esto se convirtió en el estreno y lanzamiento más exitoso del año, al superar tanto las ventas de su primera semana como las totales de Ghost Stories. Asimismo logró ser el segundo disco más vendido en 2014 hasta la fecha, solo detrás de la banda sonora de Frozen de 2013 que contaba con 3 200 000 unidades. Además obtuvo la mayor semana de ventas para un álbum desde que The Eminem Show (2002) del rapero estadounidense Eminem vendió 1 322 000 copias en su segunda semana. 1989 se volvió el decimonoveno álbum en debutar con más de un millón de ejemplares: el sexto mayor debut en ventas en general y en el segundo de un acto femenino, luego de Oops!... I Did It Again (2000) de Britney Spears, que vendió 1 319 000 ejemplares durante sus primeros siete días. Por otro lado, Swift se convirtió en el primer acto en lograr que tres de sus álbumes vendieran más de un millón de copias en su debut; antes de 1989, Speak Now y Red vendieron 1 047 000 y 1 208 000 ejemplares en sus respectivos estrenos. Además llegó a ser el segundo álbum con mayores ventas en formato digital, solo detrás de las 662 000 descargas de Born This Way (2011) de Lady Gaga. 1989 debutó en el primer lugar de los conteos de popularidad Billboard 200 y Digital Albums donde se mantuvo durante tres semanas consecutivas. En su primera semana, también alcanzó el tercero del Tastemaker Albums antes de caer hasta el número siete y ocho en las siguientes ediciones de la lista. Durante su segunda semana, sus ventas decrecieron un 69% al vender 402 000 copias, acumulando un total de 1 689 000 en catorce días. Se volvió en el primer álbum en vender 1.6 millones en solo dos semanas desde The Massacre de 50 Cent (1 912 000) y en el primero de una artista femenina en lograrlo desde Oops!... I Did It Again de Spears (1 931 000). En su tercera semana, la obra vendió más de 312 000 unidades, completando un total de 2 millones, y se convirtió en el primero desde Beyoncé (2013) de Beyoncé en vender más de 300 000 o más ejemplares en cada una de sus primeras tres semanas. Swift también llegó a ser la primera artista femenina y la segunda en general en tener dos álbumes consecutivos que se mantuvieron en la cima durante veintiún días desde Eminem. En su cuarta semana, el álbum vendió 213 000 copias pero fue desplazado al segundo lugar del 200 luego de que Four de One Direction debutara con ventas de 387 000, aunque logró mantenerse en la cima de la tienda estadounidense de iTunes gracias a sus descargas digitales, mayores que las de Four.

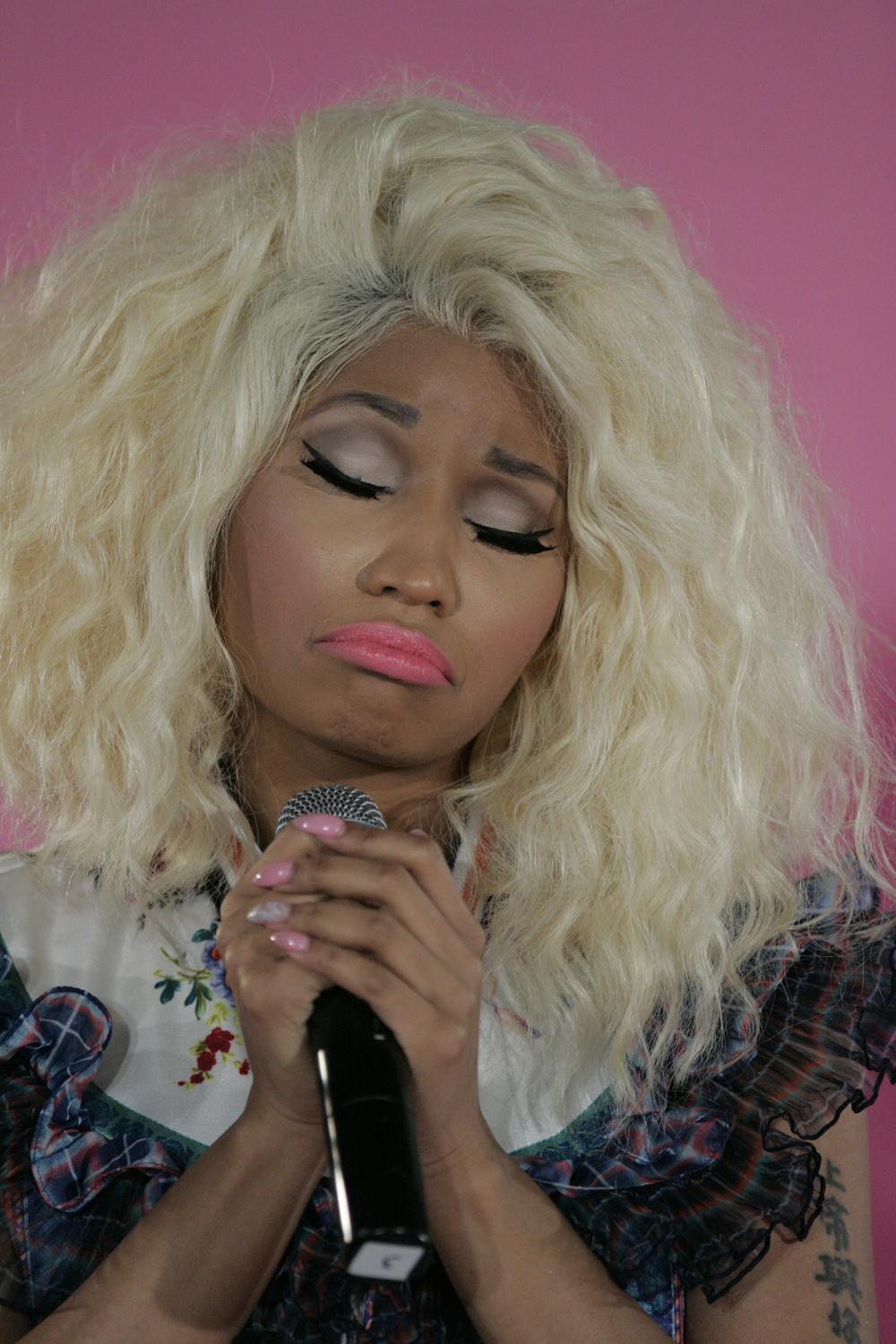
El regreso del álbum a la cima del Billboard 200 en su octava semana evitó que The Pinkprint de Nicki Minaj llegara al número uno en su estreno.

Sin embargo, el álbum regresó a la cima del conteo en la edición del 13 de diciembre cumpliendo así su cuarta semana no consecutiva en el puesto. 339 000 puntos impulsaron el salto del álbum al primer lugar, de los cuales 281 000 representaron ventas semanales. En su siguiente semana, sus ventas decrecieron un 18% al vender 230 000 ejemplares, aunque se mantuvo en la misma posición ya que acumuló un total de 274 000 puntos semanales. Durante la semana del 20 de diciembre, 2014 Forest Hills Drive de J. Cole debutó en la cima del conteo moviendo al trabajo de Swift al segundo lugar; 2014 Forest Hills Drive acumuló un puntaje de 375 000 —de los cuales 354 000 eran ventas y el resto, streaming— mientras que 1989 vendió 278 000 sobre 324 000 puntos en total. Caulfield anunció que 1989 podría evitar que The Pinkprint de la rapera trinitense Nicki Minaj alcanzara el primer puesto del Billboard 200 en su semana de estreno. El columnista predijo ventas 340 000 para la obra de Swift y 160 000 para la de Minaj, así como también 100 000 para el lanzamiento sorpresa de D'Angelo, Black Messiah. Asimismo, su regreso al número uno significaría la trigésima semana en total de Swift en la lista, con once semanas de Fearless, seis de Speak Now y siete de Red. Finalmente, 1989 retomó el primer puesto del Billboard 200 al acumular 375 000 puntos, provocando que The Pinkprint debutara inmediatamente detrás de él con sus 244 000 unidades totales —ventas de 194 000; asimismo encabezó el conteo Top Album Sales gracias a sus 331 000 ejemplares vendidos. Hasta diciembre de 2014, el trabajo había vendido alrededor de 3 340 000 ejemplares solo en Estados Unidos. El 31 de diciembre, Caulfield anunció que 1989 había vendido otras 326 000 copias para entonces acumulando 430 000 puntos, por lo que pasaría su séptima semana no consecutiva en la cima del conteo en su siguiente edición. Este acontecimiento volvió a Swift la segunda mujer con más semanas en el número uno del Billboard 200, con un total de treinta y un semanas, detrás de las cuarenta y seis de Whitney Houston. También se convirtió en el primer álbum desde Confessions (2004) de Usher en distribuir más de 200 000 en sus primeras nueve semanas en el mercado. Ese mismo día, Nielsen SoundScan reveló que el disco se había vuelto en el más vendido de 2014 gracias a sus ventas de 3 660 000, contra las 3 530 000 de la banda sonora de Frozen. Gracias a esto, 1989 ingresó en las listas anuales Billboard 200 y Digital Albums en el tercer puesto de cada una.
En enero de 2015, 1989 pasó tres semanas no consecutivas en la cima del Billboard Hot 200 y del Top Album Sales tras acumular un total de 500 000 unidades equivalentes y 354 000 copias vendidas respectivamente.
 Durante una semana del mes, Title de Meghan Trainor debutó en el primer puesto lo que provocó que el álbum bajara un puesto; en este período, 1989 distribuyó cerca de 131 000 unidades. Asimismo, durante esa semana la revista Billboard anunció que el trabajo ya había vendido cerca de 4 036 000 copias vendidas y que fue el primero en lograrlo desde que Red lo había hecho el año anterior. En una edición de febrero, 1989 regresó al primer puesto del Billboard Hot 200 tras distribuir 108 000 unidades equivalentes. Con esto cumplió su décima primera semana en la cima del Hot 200 y se convirtió en el segundo álbum de Swift en durar 11 semanas no consecutivas en ese puesto, igualando a Fearless y superando a Red. Luego de esto, el álbum pasó un año entero desde su lanzamiento entre los primeros diez puestos del Hot 100, lo que lo convirtió en uno de los cinco únicos en la historia en cumplirlo. El 13 de marzo, la revista anunció que 1989 había vendido 4 505 000 ejemplares con lo que superó las ventas de sus dos últimos lanzamientos en superado las ventas totales de sus últimos dos lanzamientos en menos de veinte semanas. También se convirtió en el álbum más vendido del primer trimestre del año. A finales de 2015 coronó las listas anuales de popularidad Billboard 200 y Digital Albums.

#### Canadá
En Canadá, 1989 acumuló ventas de 107 000 copias en su primera semana y 37 000 en su segunda, por lo que pasó catorce días en el número uno antes de que The Endless River de Pink Floyd lo moviera un puesto hacia abajo. En el país consiguió el estreno más exitoso del año prácticamente duplicando las ventas de los demás y el mejor de Swift al superar los 93 000 ejemplares del debut de su álbum anterior, Red. En su tercera semana, el álbum se encontraba en el segundo puesto de la lista canadiense tras vender 27 000 copias; aunque en la siguiente vendió 19 500 cayó un puesto luego de que Four de One Direction es estrenara y No Fixed Address de Nickelback lo reemplazara en su lugar anterior. A principios de su segundo mes en el conteo, ya en diciembre, regresó al número dos quedando detrás de Shady XV, un recopilatorio de varios artistas hospedados en Shady Records; las ventas de 21 000 de la compilación superaron las de 1989 solo por 250 unidades. El trabajo de Swift retomó la cima del Canadian Albums Chart en su sexta semana en el mercado por acumular 24 000 destronando a Rock or Bust de AC/DC y permaneció allí siete días más al distribuir 30 000 ejemplares. Durante la última semana de 2014, 1989 vendió 27 000 ejemplares en el país y se convirtió en su último álbum número uno del año. 1989 pasó las dos primeras semanas de 2015 en el primer puesto del conteo gracias a sus 13 000 y 9100 copias distribuidas. Luego de estar dos semanas fuera del puesto, 1989 regresó al número uno en febrero con ventas de 5900.

### Reconocimientos
1989 llamó la atención de los medios incluso antes de que la intérprete confirmara su lanzamiento. En una encuesta realizada por Billboard a finales de 2013, cerca del 14% de los lectores nombraron al «siguiente álbum de Taylor Swift» el tercer evento más esperado del próximo año, detrás de la siguiente gira de Lady Gaga (29%) y la residencia veguense de Britney Spears (19%). En enero de 2014, Zimbio y MTV lo incluyeron en sus conteos de álbumes más esperados del año. Si MTV no enumeró los trabajos, Zimbio colocó al lanzamiento de Swift en el tercer lugar de su lista. Luego de que lo confirmaran, CBS News lo incluyó dentro de su lista de «lanzamientos musicales esenciales de otoño 2014» y lo llamó el más esperado de la temporada.
Tras su entrega, el trabajo de Swift estuvo presente en diversas listas anuales de privilegio a fin de año. American Songwriter lo colocó en el cuarto lugar de su Top 50 Albums of 2014 argumentando que «con su más reciente oferta, 1989, Swift no solo hizo el álbum pop mejor vendido de 2014, también hizo uno con el mejor sonido» tras hacer alusión a sus trabajos anteriores. Tras colocarlo en el cuarto de su lista de los diez mejores del año, Time lo coronó como «el mejor álbum de pop mainstream del año». El trabajo ingresó en los tops 20 de The Age y The A.V. Club; el primero lo incluyó en su lista sin especificar lugares por haber «evitado los obstáculos del pop actual» tras dejar el country y el segundo, en el décimo quinto al obtener treinta dos puntos. Además, The A.V. Club escribió que «al final, el álbum es un recordatorio de que la música pop —las brillantes canciones para la radio— también pueden tener sustancia». La revista Billboard le otorgó el primero de diez lugares de mejores y argumentó que solo unos pocos artistas como Swift han podido cambiar de sonido y tener éxito con el resultado; asimismo comentó que la intérprete «procedió a conquistar el mundo pop con ganchos sin esfuerzo y un exceso de carisma». Rolling Stone puso a 1989 en el décimo lugar de sus cincuenta mejores y escribió que «suena como en casa sobre estos ritmos de Max Martin». Meaghan Garvey lo colocó en el puesto treinta y uno de la lista de Pitchfork Media por ser «generoso» y «tan perfecto» aunque notó que no es totalmente un cambio musical al tener los momentos más brillantes de Red. Para Complex fue el octavo mejor álbum del 2014 y la revista declaró: «Esta es Swift, la corredora de riesgos, la nueva llega que ha traído consigo una maleta, una voluntad por experimentar, y un poco de confianza para hacerlo a su manera». Jon Caramanica para The New York Times decidió que 1989 fue el séptimo mejor disco del año por ser «grande», «brillante», «astuto», «agrio» y «extremadamente optimista sobre la vida en Nueva York». Según Eliza Thompson de Cosmopolitan fue, «sin duda, el mayor álbum de 2014» sin tener en cuenta su recibimiento comercial, por lo que encabezó el listado de Thompson. Alex Frank de Vogue lo incluyó en su conteo sin numerarlo y lo describió como «un muy agradable paseo a través de familiares sonidos pop».

## Promoción

### Sencillos

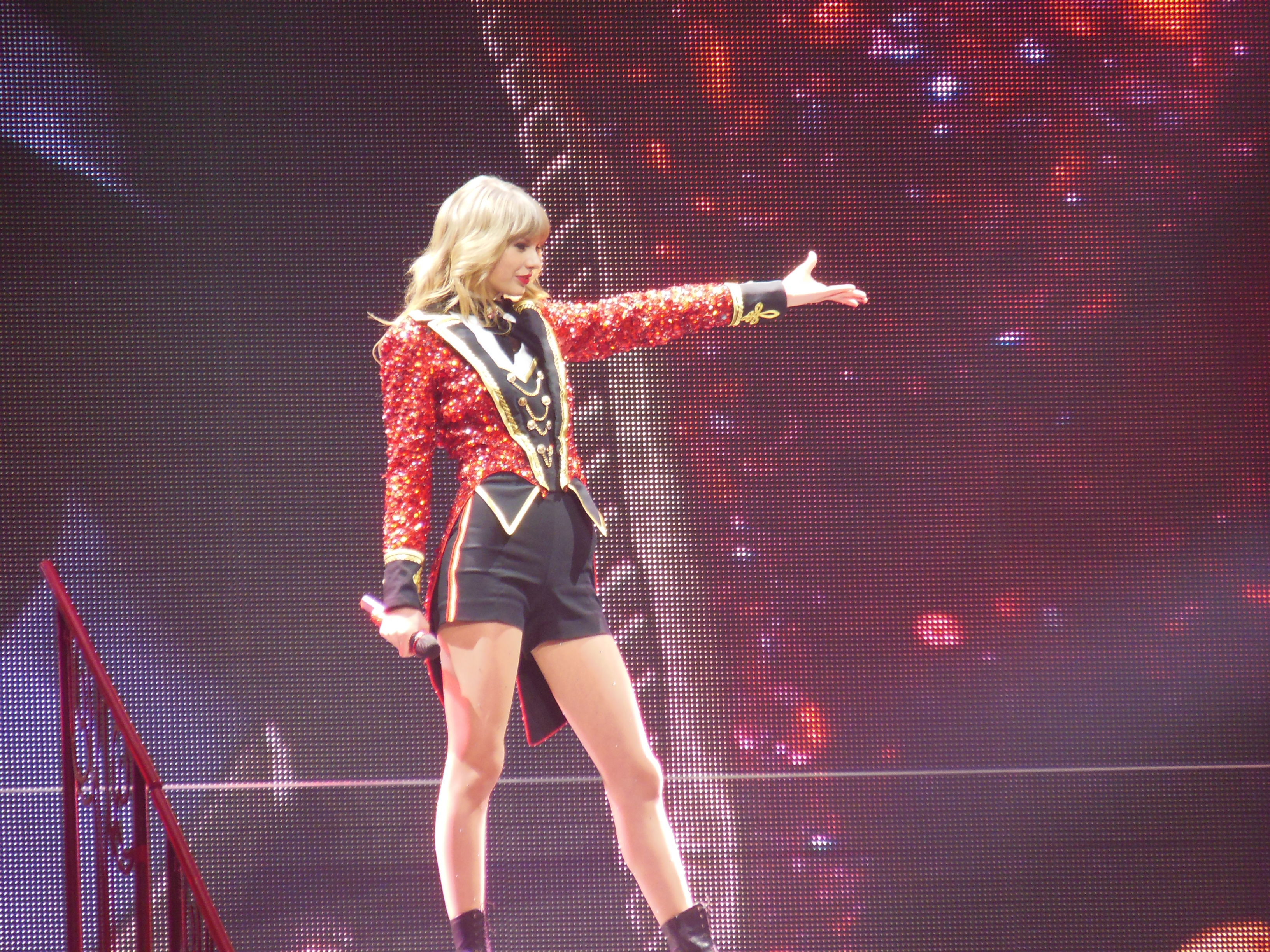
«Shake It Off» consiguió el debut comercial más exitoso de 2014 y el cuarto de la historia, solo detrás de «Right Round» de Flo Rida con 636 000 copias «We Are Never Ever Getting Back Together» con 623 000 de la misma Swift y «Roar» de Katy Perry con 557 000.

El 18 de agosto de 2014, Swift estrenó el primer sencillo de 1989, «Shake It Off», junto con su vídeo musical. La canción contó con un recibimiento comercial favorable. Tras vender 544 000 copias digitales en su primera semana en Estados Unidos, el sencillo debutó en el primer puesto de la lista de popularidad Billboard Hot 100 e impulsó a la cantante hasta la cima del Artist 100. Se convirtió en el segundo sencillo de Swift en llegar al número uno del Hot 100 después de «We Are Never Ever Getting Back Together» (2012) de su anterior álbum y en el debut comercial más exitoso del año. Por otro lado, también encabezó los conteos de Australia, Canadá y Nueva Zelanda y llegó al top 5 de países como Escocia, España, Irlanda, Reino Unido y Hungría.
 Por otro lado, los críticos presentaron diferentes posturas sobre la canción. Jason Lipshutz de Billboard escribió que a través de esta canción Swift «demuestra por qué debe estar entre las reinas abejas del pop: como habrás adivinado, la canción suena como un éxito seguro». Shirley Halperin de The Hollywood Reporter la describió de manera positiva como «pop-tástica» y Alice Vincent de The Daily Telegraph, como «una pista pegajosa y rápida». Sin embargo, columnistas como Molly Fitzpatrick de The Guardian y Kevin Fallon de The Daily Beast dieron reseñas negativas de «Shake It Off». Si bien a Fitzpatrick le resultó pegajosa, opinó que no demuestra el talento como compositora de Swift. Por su parte, Fallon encontró «esta nueva dirección de su carrera lamentablemente deprimente» y escribió que el sencillo es «la canción menos interesante musicalmente que Swift haya hecho».
Antes del lanzamiento de 1989, Swift sacó a la venta dos canciones; aunque no como sencillos. La primera, «Out of the Woods», debutó en el décimo octavo lugar del Hot 100 y se volvió la sexagésima primera canción de la intérprete en entrar allí, lo que la convirtió en la segunda mujer con más entradas en la lista, solo detrás de Aretha Franklin que hasta ese entonteces contaba con setenta y tres. Tras vender 195 000 unidades en su debut llegó hasta el primer puesto del Hot Digital Songs y desplazó a «Shake It Off» al segundo. Al hacer esto, Swift se convirtió en el primer acto en ocupar las dos primeras posiciones de la lista desde 2012, cuando el elenco de Glee lo hizo con sus versiones de «Teenage Dream» y «Forget You». Por otro lado recibió reseñas en su mayoría favorables por parte de los críticos musicales; Lucas Villa de AXS la llamó el «trabajo más aventurero e impresionante hasta ahora» de Swift, Brennan Carley de Spin la describió como «un corte pop perfectamente agradable» y Lipshutz la calificó con cuatro estrellas y media de cinco. Seis días después publicó a «Welcome to New York», que contó con una recepción regular en las listas de popularidad. En los Estados Unidos, Canadá y el Reino Unido llegó hasta los números cuarenta y ocho, diecinueve y treinta nueve respectivamente. A pesar de esto, Swift decidió donar las ganancias de sus ventas a las escuelas públicas de Nueva York. Por otro lado, los críticos dieron reseñas negativas en general sobre la canción. Jen Carlson de Gothamist la llamó «el peor himno sobre la ciudad de Nueva York de todos los tiempos» y Jim Farber de New York Daily News notó que «carece de sofisticación, o sustancia, de los éxitos con temás de Gotham de Sinatra, Billy Joel o Alicia Keys/Jay-Z». Sin embargo, otros críticos como Nate Scott de USA Today elogiaron «Welcome to New York» por demostrar que Swift es «el tipo de artista al que no le importa —para nada— que la narrativa de "¡Soy una joven que acaba de mudarse a Nueva York!" sea un cliché agotado».
El sello discográfico de la artista lanzó a «Blank Space» el 10 de noviembre de 2014 como segundo sencillo del disco. Más tarde confirmaron que el 10 de febrero de 2015 lanzarían «Style» como el tercero.

### Otros medios
Swift se asoció con varias compañías para promocionar su álbum, realizando comerciales con adelantos de sus canciones o promociones para conocerla. En agosto de 2014 anunció sus planes para un concurso llamado 1989 SwiftStakes, cuyo nombre es un «fastidioso» juego de palabras con «sweepstakes» —en español: «sorteo»— y el apellido de la artista. Los participantes, además de tener que ser mayores de trece años y vivir en Estados Unidos, debían registrar un código único, incluido en el empaquetado del álbum, entre el 27 de octubre y el 2 de noviembre de 2014 en la página de la cantante. Uno de los ganadores podría conocer particularmente a Swift, mientras que el resto recibiría uno de los 1989 premios —entradas para conciertos, pases Meet and Greet, fotografías autografíadas, mercancía oficial y demás. A principios de octubre, la cadena de restaurantes Subway abrió un concurso para que los admiradores tuvieran la oportunidad de asistir a un concierto de Swift y conocerla. Los participantes tenían que comprar un vaso de Diet Coke limitado para adquirir un código especial e ingresarlo en la página de la franquicia o en su aplicación. El director de mercadotecnia Tony Pace explicó que usaría los medios sociales para impulsar la campaña y aprovechar al máximo los beneficios de trabajar con Swift. Pace dijo: «Taylor alcanza un sector muy amplio de la generación del milenio que está muy comprometido con su música, y porque ella ha sido tan astuta sobre su presencia en los medios sociales, un montón de personas en ese grupo demográfico realmente se identifican con ella». Asimismo, a mediados del mes, Diet Coke lanzó un anuncio protagonizado por la cantante con «How You Get the Girl» de música de fondo. Aparecía jugando con un gatito y bebiendo el refresco; con cada sorbo, más felinos se materializaban hasta que Swift quedó completamente rodeada de ellos. La intérprete prestó un adelanto de «Style» para un comercial de Target con el fin de promocionar su exclusiva edición de lujo. Consistía en una animación cuadro por cuadro de fotografías Polaroid de la cantante paseando y divirtiéndose en Nueva York. El 13 de diciembre de 2014, día del cumpleaños vigésimo quinto de Swift, el Museo Grammy abrió una exhibición dedicada a la cantante llamada The Taylor Swift Experiencie. La experiencia expondría fotos personales y vídeos caseros inéditos, notas escritas a mano, trajes icónicos, entre otras cosas de la artista, y contaría con actividades interactivas.
La artista interpretó «Shake It Off» por primera vez en vivo en los MTV Video Music Awards de 2014 el 24 de agosto. Vestida con un brillante atuendo plateado de dos piezas basado en un top y un pantalón corto de tiro alto, un equipo de bailarines de etiqueta y bailarinas con trajes color carbón a juego la acompañaron en el escenario. También la interpretó en los Germany Radio Awards de 2014 el 4 de septiembre con el vestido de la ocasión anterior. Quince días después se presentó en iHeartRadio Music Festival para cantar en este orden «We Are Never Ever Getting Back Together», «22», «I Knew You Were Trouble», una versión arena rock de «Love Story» y «Shake It Off». Esta vez lució un vestido rosa pálido de dos piezas con joyas incrustadas. A lo largo de octubre, Swift se presentó en distintos lugares para promocionar el álbum. Interpretó el primer corte el 6 en el programa francés Le Grand Journal con un atuendo azul y varias coristas y tres días después en el Live Lounge de BBC Radio 1, donde también cantó una versión acústica de «Riptide» de Vance Joy. Luego de esta presentación, Swif ascendió hasta el primer puesto del Twitter Top Tracks. El 12 de octubre cantó «Shake It Off» en The X Factor británico. Según Bianca Gracie de Idolator, elementos como el diseño inspirado en los años 1920 del escenario estaban preparados para disimular la débil voz de la artista. Ocho días más tarde la interpretó en la versión australiana del programa luciendo otro traje de dos piezas, esta vez color verde azulado. El 23 de octubre, Swift visitó Jimmy Kimmel Live! para dar una entrevista e interpretar el primer sencillo y, por primera vez, «Out of the Woods» para cerca de 15 000 asistentes; lució un bralette, un top similar a un sostén deportivo, y un par de pantalones tiro alto. Al día siguiente en el Hollywood Bowl presentó «We Are Never Ever Getting Back Together», «Out of the Woods», «I Knew You Were Trouble» y «Shake It Off» para el evento de beneficencia anual de la CBS Radio, We Can Survive. También interpretó la segunda cuando visitó The Ellen DeGeneres Show en la fecha del lanzamiento de 1989 para que, además, la conductora la entreviste. Ese mismo día, La cantante cantó «Welcome to New York», «Out of the Woods», «Style», «Blank Space» y «Shake It Off» para ochenta y nueve admiradores durante su última sesión secreta, transmitida por Yahoo! Music y iHeartRadio. Realizó el evento vestida de blanco en la azotea de un edificio del barrio neoyorquino SoHo desde donde podía observarse el edificio Empire State iluminándose al ritmo de las canciones. Tras presentar la primera canción, Swift expresó su emoción, ansiedad y falta de calma por el lanzamiento de 1989 y explicó a la audiencia de qué se trataban las sesiones secretas. Agradeció a sus admiradores por ser «el factor más asombroso en toda mi vida» antes de terminar la transmisión con el primer corte del álbum. Un día después se presentó en The Late Show with David Letterman para dar una entrevista e interpretar «Welcome to New York» con un brillante vestido verde. El 30, Swift realizó la última presentación del mes en un escenario de Good Morning America en el Times Square. En esta ocasión cantó las tres pistas lanzadas antes de la entrega de 1989.
Swift se presentó en los American Music Awards 2014 el 23 de noviembre para cantar «Blank Space» luciendo un vestido dorado que redujo a una minifalda estilo flapper a mitad de la función; consistió en una recreación del vídeo musical del sencillo, con Swift fingiendo una «pronunciada locura». El 25 de noviembre la interpretó en el concurso de talentos The Voice vestida de negro y cuatro días más tarde, en el programa japonés Songs de NHK. También se presentó en el quincuagésimo cuarto Desfile del día de Acción de Gracias de Macy vestida con una blusa entallada metálica y una falda a juego para cantar «Welcome to New York» y «Shake It Off». El 2 de diciembre, Swift abrió y cerró el desfile de modas Victoria's Secret Fashion Show con «Blank Space» y «Style» respectivamente. Vestida de seda rosa para el primer acto y de encaje negro para el segundo, la artista se paseaba por la pasarela interactuando con las diferentes modelos. La cadena de televisión CBS cubrió estos dos últimos eventos. Tres días después se presentó en el Staples Center para el primero de sus dos funciones del Jingle Ball Tour 2014 patrocinado por KIIS-FM; cantó el mismo repertorio que usó en el iHeartRadio Music Festival, con «Blank Space» en reemplazo de «22», luciendo un brillante atuendo negro de dos piezas. Aunque se encontraba con laringitis, los síntomas de la enfermedad solo se notaban cuando Swift hablaba con el público. El 7 de diciembre, la artista cantó «We Are Never Ever Getting Back Together», «Blank Space», «Trouble» y «Shake It Off» en el último recital del Jingle Bell Ball vestida con una blusa entallada dorada y negra y unos pantalones cortos a juego. Capital FM organizó el concierto en The O2 Arena, Londres. Cinco días después apareció en el Madison Square Garden para dar su segundo espectáculo de la gira, este promovido por WHTZ. La cantante abrió su presentación con «Welcome To New York» e interpretó una vez más las cuatro canciones que escogió para We Can Survive, con el segundo corte de 1989 en lugar de «Out of the Woods». Esta vez se vistió con un pantalón largo ajustado de tartán y un bralette a juego.

## Otras canciones
A pesar de no ser lanzadas como sencillos, pistas de 1989 como «All You Had to Do Was Stay», «How You Get the Girl» y «This Love» lograron entrar en la lista canadiense Hot Canadian Digital Songs. Estas tres junto con «Wonderland» y «You Are In Love» también ingresaron al Canadian Hot 100. A continuación, una tabla con las posiciones que las canciones alcanzaron sin ser sencillos o antes de sus lanzamientos como sencillos, en el caso de «Blank Space» y otras:
| Canción                      | Posiciones | Posiciones | Posiciones    | Posiciones | Posiciones | Posiciones | Posiciones |
| Canción                      | EUA        | Digital    | Digital (Pop) | CAN        | Digital    | IRL        | RU         |
| ---------------------------- | ---------- | ---------- | ------------- | ---------- | ---------- | ---------- | ---------- |
| «Blank Space»                | 1          | 1          | 1             | 1          | 1          | 1          | 1          |
| «Style»                      | 6          | 8          | 5             | 32         | 6          | —          | —          |
| «All You Had to Do Was Stay» | [ nota 3 ] | 48         | 25            | 92         | 41         | —          | —          |
| «I Wish You Would»           | —          | —          | 37            | —          | 56         | —          | —          |
| «Bad Blood»                  | 1          | 1          | 8             | 3          | 11         | 3          | 2          |
| «Wildest Dreams»             | 76         | 15         | —             | —          | —          | —          | —          |
| «How You Get the Girl»       | [ nota 3 ] | 38         | 22            | 81         | 37         | —          | —          |
| «This Love»                  | [ nota 3 ] | —          | 30            | 84         | 38         | —          | —          |
| «I Know Places»              | —          | —          | 36            | —          | 51         | —          | —          |
| «Clean»                      | —          | —          | 31            | —          | 45         | —          | —          |
| «Wonderland»                 | 51         | 9          | 7             | 59         | 18         | —          | —          |
| «You Are In Love»            | 83         | 24         | 11            | 99         | 29         | —          | —          |
| «New Romantics»              | 71         | 16         | 9             | —          | 43         | —          | —          |

## Lista de canciones
- Edición estándar

| 1989  |                              |                                          |                                          |          |  |
| N.º   | Título                       | Escritor(es)                             | Productor(es)                            | Duración |  |
| 1.    | «Welcome to New York»        | Taylor Swift · Ryan Tedder               | Tedder · Noel Zancanella · Swift         | 3:32     |  |
| 2.    | «Blank Space»                | Swift · Max Martin · Karl Johan Schuster | Martin · Schuster                        | 3:51     |  |
| 3.    | «Style»                      | Swift · Martin · Schuster · Ali Payami   | Martin · Schuster · Payami               | 3:51     |  |
| 4.    | «Out of the Woods»           | Swift · Jack Antonoff                    | Antonoff · Swift · Martin                | 3:55     |  |
| 5.    | «All You Had to Do Was Stay» | Swift · Martin                           | Martin · Schuster · Mattman & Robin      | 3:13     |  |
| 6.    | «Shake It Off»               | Swift · Martin · Schuster                | Martin · Schuster                        | 3:39     |  |
| 7.    | «I Wish You Would»           | Swift · Antonoff                         | Antonoff · Swift · Greg Kurstin · Martin | 3:27     |  |
| 8.    | «Bad Blood»                  | Swift · Martin · Schuster                | Martin · Schuster                        | 3:31     |  |
| 9.    | «Wildest Dreams»             | Swift · Martin · Schuster                | Martin · Schuster                        | 3:40     |  |
| 10.   | «How You Get the Girl»       | Swift · Martin · Schuster                | Martin · Schuster                        | 4:07     |  |
| 11.   | «This Love»                  | Swift                                    | Nathan Chapman · Swift                   | 4:10     |  |
| 12.   | «I Know Places»              | Swift · Tedder                           | Tedder · Zancanella · Swift              | 3:15     |  |
| 13.   | «Clean»                      | Swift · Imogen Heap                      | Heap · Swift                             | 4:31     |  |
| 48:42 |                              |                                          |                                          |          |  |

- Edición de lujo

| 1989 — Edición Deluxe |                                  |                           |                           |          |  |
| N.º                   | Título                           | Escritor(es)              | Productor(es)             | Duración |  |
| 14.                   | «Wonderland»                     | Swift · Martin · Schuster | Martin · Schuster         | 4:05     |  |
| 15.                   | «You Are In Love»                | Swift · Antonoff          | Antonoff · Swift · Martin | 4:27     |  |
| 16.                   | «New Romantics»                  | Swift · Martin · Schuster | Martin · Schuster         | 3:50     |  |
| 17.                   | «I Know Places» (nota de voz)    | Swift · Tedder            |                           | 3:36     |  |
| 18.                   | «I Wish You Would» (nota de voz) | Swift · Antonoff          |                           | 1:47     |  |
| 19.                   | «Blank Space» (nota de voz)      | Swift · Martin · Schuster |                           | 2:11     |  |
| 65:20                 |                                  |                           |                           |          |  |

## Posicionamiento en las listas

### Semanales
| América           |                                     |    |
| Argentina         | CAPIF                               | 1  |
| Brasil            | ABPD                                | 3  |
| Canadá            | Canadian Albums                     | 1  |
| Estados Unidos    | Billboard 200                       | 1  |
| Estados Unidos    | Digital Albums                      | 1  |
| Estados Unidos    | Tastemaker Albums                   | 1  |
| Estados Unidos    | Top Album Sales                     | 1  |
| México            | Top 100 México                      | 1  |
| Asia              |                                     |    |
| Corea del Sur     | Gaon Albums Chart (Internacional)   | 2  |
| Japón             | Japanese Albums Chart               | 3  |
| Taiwán            | Weekly Top 20 - Combo Chart         | 2  |
| Taiwán            | Weekly Top 20 - Western Chart       | 1  |
| Taiwán            | Weekly Top 20 - International Chart | 1  |
| Europa            |                                     |    |
| Alemania          | Germany Albums                      | 4  |
| Austria           | Ö3 Austria Top 40                   | 5  |
| Bélgica (Flandes) | Ultratop 50                         | 1  |
| Bélgica (Valonia) | Ultratop 40                         | 7  |
| Grecia            | Greece Top-75 Albums Sales Chart    | 11 |
| Dinamarca         | Danish Album Top-40                 | 2  |
| Escocia           | Scottish Albums Chart               | 1  |
| España            | Spanish Albums Chart                | 4  |
| Finlandia         | Finnish Top 40 Albums               | 10 |
| Francia           | French Albums Chart                 | 9  |
| Hungría           | Hungarian Top 40 Albums             | 22 |
| Irlanda           | Irish Albums Chart                  | 1  |
| Italia            | FIMI Albums Chart                   | 5  |
| Noruega           | VG Lista - Album Top 40             | 1  |
| Países Bajos      | Dutch Albums Top 100                | 1  |
| Polonia           | Polish Album Chart                  | 17 |
| Portugal          | Portuguese Top 30 Albums            | 3  |
| Reino Unido       | UK Albums Chart                     | 1  |
| República Checa   | Czech Albums Top 100                | 17 |
| Suecia            | Swedish Top 60 Albums               | 23 |
| Suiza             | Swiss Albums Chart                  | 3  |
| Oceanía           |                                     |    |
| Australia         | Australian Top 50 Albums            | 1  |
| Nueva Zelanda     | New Zealander Top 50 Albums         | 1  |

#### Sucesión en listas semanales
| Predecesor: .5: The Gray Chapter de Slipknot Four de One Direction Christmas de Michael Bublé x de Ed Sheeran                                         | Australian Top 50 Albums — Álbum número uno 9 de noviembre de 2014 — 23 de noviembre de 2014 7 de diciembre de 2014 — 14 de diciembre de 2014 28 de diciembre — 4 de enero de 2015 11 de enero de 2015 — 25 de enero de 2015 | Sucesor: Sonic Highways de Foo Fighters Rock or Bust de AC/DC x de Ed Sheeran Title de Meghan Trainor                                   |
| Predecesor: Op de groei de Bart Peeters | Ultratop 50 — Álbum número uno 8 de noviembre de 2014 — 15 de noviembre de 2014 | Sucesor: The Endless River de Pink Floyd                                                                                                |
| Predecesor: .5: The Gray Chapter de Slipknot Rock or Bust de AC/DC American Beauty/American Psycho de Fall Out Boy                                    | Canadian Albums Chart — Álbum número uno 15 de noviembre de 2014 — 29 de noviembre de 2014 27 de diciembre de 2014 — 31 de enero de 2015 14 de febrero de 2015 — 21 de febrero de 2015                                       | Sucesor: The Endless River de Pink Floyd Title de Meghan Trainor A Paradis City de Jean Leloup                                          |
| Predecesor: I Forget Where We Were de Ben Howard | Scottish Albums Chart — Álbum número uno 8 de noviembre de 2014 — 15 de noviembre de 2014 | Sucesor: Motion de Calvin Harris |
| Predecesor: .5: The Gray Chapter de Slipknot Four de One Direction 2014 Forest Hills Drive de J. Cole American Beauty/American Psycho de Fall Out Boy | Billboard 200 — Álbum número uno 15 de noviembre de 2014 — 6 de diciembre de 2014 13 de diciembre de 2014 — 27 de diciembre de 2014 3 de enero de 2015 — 31 de enero de 2015 14 de febrero de 2015 — 21 de febrero de 2015   | Sucesor: Four de One Direction 2014 Forest Hills Drive de J. Cole Title de Meghan Trainor If You're Reading This It's Too Late de Drake |
| Predecesor: .5: The Gray Chapter de Slipknot The Pinkprint de Nicki Minaj American Beauty/American Psycho de Fall Out Boy                             | Digital Albums — Álbum número uno 15 de noviembre de 2014 — 6 de diciembre de 2014 10 de enero de 2015 — 31 de enero de 2015 14 de febrero de 2015 — 21 de febrero de 2015                                                   | Sucesor: Four de One Direction Title de Meghan Trainor Reflection de Fifth Harmony                                                      |
| Predecesor: .5: The Gray Chapter de Slipknot Four de One Direction 2014 Forest Hills Drive de J. Cole American Beauty/American Psycho de Fall Out Boy | Top Album Sales — Álbum número uno 15 de noviembre de 2014 — 6 de diciembre de 2014 13 de diciembre de 2014 — 27 de diciembre de 2014 3 de enero de 2015 — 31 de enero de 2015 14 de febrero de 2015 — 21 de febrero de 2015 | Sucesor: Four de One Direction 2014 Forest Hills Drive de J. Cole Title de Meghan Trainor NOW 53 de Varios artistas                     |
| Predecesor: Hozier de Hozier | Irish Albums Chart — Álbum número uno 30 de octubre de 2014 — 6 de noviembre de 2014 | Sucesor: My Favourite Faded Fantasy de Damien Rice                                                                                      |
| Predecesor: Primera Fila de Flans | Top 100 México — Álbum número uno 27 de octubre de 2014 — 3 de noviembre de 2014 | Sucesor: Amore mio de Thalía |
| Predecesor: When The Morning Comes de Marit Larsen | VG Lista - Album Top 40 — Álbum número uno 3 de noviembre de 2014 — 10 de noviembre de 2014 | Sucesor: The Endless River de Pink Floyd                                                                                                |
| Predecesor: x de Ed Sheeran Four de One Direction Christmas de Michael Bublé                                                                          | New Zealander Top 50 Albums — Álbum número uno 3 de noviembre de 2014 — 17 de noviembre de 2014 1 de diciembre de 2014 — 8 de diciembre de 2014 5 de enero de 2015 — 12 de enero de 2015                                     | Sucesor: The Endless River de Pink Floyd Christmas de Michael Bublé x de Ed Sheeran                                                     |
| Predecesor: Hollandse meesters de Guus Meeuwis & New Cool Collective Big Band                                                                         | Dutch Albums Top 100 — Álbum número uno 1 de noviembre de 2014 — 8 de noviembre de 2014 | Sucesor: Lieve schat de Frans Bauer |
| Predecesor: I Forget Where We Were de Ben Howard | UK Albums Chart — Álbum número uno 2 de noviembre de 2014 — 9 de noviembre de 2014 | Sucesor: x de Ed Sheeran |
| Predecesor: V de Maroon 5 | Weekly Top 20 - Western Chart — Álbum número uno 31 de octubre de 2014 — 1 de enero de 2015 | Sucesor: Banda sonora de Frozen |
| Predecesor: The Best de Girls' Generation M Album de Kinki Kids                                                                                       | Weekly Top 20 - International Chart — Álbum número uno 31 de octubre de 2014 — 27 de noviembre de 2014 5 de diciembre de 2014 — 1 de enero de 2015                                                                           | Sucesor: M Album de Kinki Kids Banda sonora de Frozen                                                                                   |

### Anuales
| País              | Lista                                         | Posición |
| ----------------- | --------------------------------------------- | -------- |
| Australia         | ARIA Albums Chart                             | 2        |
| Alemania          | Offizielle Top 100                            | 71       |
| Bélgica (Flandes) | Ultratop 200                                  | 71       |
| Bélgica (Valonia) | Ultratop 200                                  | 198      |
| Canadá            | Canadian Albums                               | 2        |
| Dinamarca         | Albums Top-100                                | 69       |
| Estados Unidos    | Billboard 200                                 | 3        |
| Estados Unidos    | Digital Albums                                | 3        |
| Japón             | Japanese Albums Chart                         | 34       |
| Nueva Zelanda     | Top Selling Albums                            | 3        |
| Reino Unido       | Official Top 40 Biggest Selling Artist Albums | 11       |
| Suiza             | Swiss Albums Chart                            | 87       |

| País           | Lista                                 | Posición |
| -------------- | ------------------------------------- | -------- |
| Australia      | ARIA Albums Chart                     | 3        |
| Alemania       | Offizielle Top 100                    | 56       |
| Canadá         | Canadian Albums                       | 1        |
| Estados Unidos | Billboard 200                         | 1        |
| Estados Unidos | Digital Albums                        | 1        |
| Reino Unido    | Official Top 40 Biggest Artist Albums | 6        |

## Certificaciones
| País           | Organismo certificador | Certificación | Ventas/remesas | Simbolización | Ref.    |
| -------------- | ---------------------- | ------------- | -------------- | ------------- | ------- |
| Alemania       | BVMI                   | Platino       | 200 000        | ▲             | [ 339 ] |
| Argentina      | CAPIF                  | Oro           | 20 000         | ●             | [ 340 ] |
| Australia      | ARIA                   | 11x Platino   | 770 000        | 11▲           | [ 341 ] |
| Austria        | IFPI – Austria         | 2× Platino    | 30 000         | 2▲            | [ 342 ] |
| Bélgica        | BEA                    | 4x Platino    | 80 000         | 4▲            | [ 343 ] |
| Brasil         | Pro-Música Brasil      | 2x Diamante   | 320 000        | 20▲           | [ 344 ] |
| Canadá         | Music Canada           | 6× Platino    | 480 000        | 6▲            | [ 345 ] |
| China          | SAPPRFT                | Diamante      | 1,000, 000     | ▲             | [ 346 ] |
| Dinamarca      | IFPI — Dinamarca       | 3x Platino    | 10 000         | 3▲            | [ 347 ] |
| España         | Promusicae             | Oro           | 20 000         | ●             | [ 348 ] |
| Estados Unidos | RIAA                   | 9x Platino    | 9 000 000      | 9▲            | [ 349 ] |
| Francia        | SNEP                   | Platino       | 100 000        | ▲             | [ 350 ] |
| India          | IMI                    | 3× Platino    | 60 000         | 3▲            | [ 351 ] |
| Japón          | RIAJ                   | Platino       | 250 000        | ▲             | [ 352 ] |
| México         | AMPROFON               | 3× Platino    | 180 000        | 3▲            | [ 353 ] |
| Noruega        | IFPI Noruega           | 3x Platino    | 60 000         | 3▲            | [ 354 ] |
| Nueva Zelanda  | Recorded Music NZ      | 3× Platino    | 45 000         | 3▲            | [ 355 ] |
| Polonia        | ZPAV                   | 3× Platino    | 60 000         | 3▲            | [ 356 ] |
| Reino Unido    | BPI                    | 6× Platino    | 1 800 000      | 6▲            | [ 358 ] |
| Sudáfrica      | RISA                   | Oro           | 20 000         | ●             | [ 359 ] |
| Suecia         | IFPI — Suecia          | Oro           | 20 000         | ●             | [ 360 ] |
| Suiza          | IFPI — Suiza           | Platino       | 20 000         | ▲             | [ 361 ] |

## Historial de lanzamientos
| País           | Fecha                   | Formato               | Edición            | Discográfica | Ref.                    |
| -------------- | ----------------------- | --------------------- | ------------------ | ------------ | ----------------------- |
| Brasil         | 27 de octubre de 2014   | CD y descarga digital | Estándar y de lujo | Big Machine  | [ 362 ] [ 363 ]         |
| Canadá         | 27 de octubre de 2014   | CD y descarga digital | Estándar y de lujo | Big Machine  | [ 364 ] [ 365 ]         |
| Estados Unidos | 27 de octubre de 2014   | CD y descarga digital | Estándar y de lujo | Big Machine  | [ 366 ] [ 1 ] [ 76 ]    |
| México         | 27 de octubre de 2014   | CD y descarga digital | Estándar y de lujo | Big Machine  | [ 367 ] [ 368 ]         |
| Alemania       | 28 de octubre de 2014   | CD y descarga digital | Estándar y de lujo | Big Machine  | [ 369 ] [ 370 ]         |
| Argentina      | 28 de octubre de 2014   | CD y descarga digital | Estándar y de lujo | Big Machine  | [ 371 ] [ 372 ]         |
| Reino Unido    | 28 de octubre de 2014   | CD y descarga digital | Estándar y de lujo | Big Machine  | [ 373 ] [ 374 ]         |
| Japón          | 29 de octubre de 2014   | CD y descarga digital | Estándar y de lujo | Big Machine  | [ 301 ] [ 375 ]         |
| Suecia         | 29 de octubre de 2014   | CD y descarga digital | Estándar y de lujo | Big Machine  | [ 162 ] [ 376 ] [ 377 ] |
| Canadá         | 9 de diciembre de 2014  | Vinilo                | Estándar           | Big Machine  | [ 378 ]                 |
| Estados Unidos | 9 de diciembre de 2014  | Vinilo                | Estándar           | Big Machine  | [ 379 ]                 |
| Estados Unidos | 15 de diciembre de 2014 | Descarga digital      | Estándar           | Big Machine  | [ 380 ]                 |
| China          | 30 de diciembre de 2014 | CD                    | De lujo            | Big Machine  | [ 381 ]                 |

## Premios y nominaciones
Durante la promoción del álbum, tanto Taylor Swift como 1989 y sus sencillos recibieron varios premios y nominaciones en distintas ceremonias. El 23 de noviembre de 2014, los Premios American Music honraron a la intérprete con el Premio Dick Clark por Excelencia. Larry Klein, productor de la premiación, declaró que no había alguien mejor para recibirlo que Swift debido a «sus tres álbumes batidores de récord, cada uno con ventas de un millón de copias en su primera semana». Durante su discurso de aceptación, la cantante elogió a Diana Ross, quien la introdujo, por ser una mujer que «se puso de pie por ella misma en una época cuando no era popular para una mujer ponerse de pie por ella misma» y agradeció a sus admiradores por haberla apoyado en su decisión «anti-Spotify» y haber invertido en su música. Asimismo el 12 de diciembre recibió el honor de Mujer del año de Billboard por ser «una de los artistas más influyentes de su generación», según Janice Min, codirectora de Guggenheim Partners, firma dueña de la revista. Min aludió a las sesenta entradas que Swift obtuvo en el Billboard Hot 100 que la convierten en la mujer con más canciones listadas desde su debut en 2006. Deborah Curtis, vicepresidenta de mercadotecnia de entrenamiento y deportes en American Express, felicitó a la artista y expresó su orgullo por ser «una socia desde hace mucho tiempo».
El 15 de febrero de 2016, Swift ganó el Grammy al Álbum del año por 1989, lo cual la convirtió en la primera y única mujer hasta entonces en recibir el honor dos veces. Anteriormente su álbum Fearless (2008) le consiguió la victoria en 2010. Durante su discurso de aceptación hizo una referencia al rapero Kanye West, quien declaró haber «hecho famosa a esa perra» en una de sus letras un par de días atrás. La cantante se dirigió a las mujeres en particular, les advirtió que el mundo está lleno de «gente que intentará menospreciar su éxito y tomar crédito por su fama» y finalmente les aconsejó que se concentraran en el trabajo y en las personas que las aprecian. También recibió por primera vez el Grammy al Mejor álbum pop vocal durante la ceremonia no televisada. Además, otros organismos como la radio Los 40 Principales y Billboard nominaron y premiaron a Swift y álbum en ceremonias anuales. A continuación, una lista con algunos de los reconocimientos de la era:
| Año  | Premiación              | Nominado     | Receptor(es) | Categoría                         | Resultado | Ref.            |
| ---- | ----------------------- | ------------ | --- | --------------------------------- | --------- | --------------- |
| 2014 | Premios American Music  | Taylor Swift | Taylor Swift | Premio Dick Clark por Excelencia  | Honrada   | [ 386 ]         |
| 2014 | Premios Capital Loves   | Taylor Swift | Taylor Swift | Mejor cantante femenina           | Ganador   | [ 387 ]         |
| 2014 | Premios Capital Loves   | 1989         | Taylor Swift | Mejor álbum                       | Nominado  | [ 388 ]         |
| 2015 | Premios 40 Principales  | 1989         | Taylor Swift | Mejor álbum internacional         | Nominado  | [ 389 ]         |
| 2015 | Premios Billboard Music | Taylor Swift | Taylor Swift | Mejor artista                     | Ganador   | [ 390 ] [ 391 ] |
| 2015 | Premios Billboard Music | Taylor Swift | Taylor Swift | Mejor artista femenina            | Ganador   | [ 390 ] [ 391 ] |
| 2015 | Premios Billboard Music | Taylor Swift | Taylor Swift | Mejor artista en el Billboard 200 | Ganador   | [ 390 ] [ 391 ] |
| 2015 | Premios Billboard Music | Taylor Swift | Taylor Swift | Mejor artista social              | Nominado  | [ 390 ] [ 391 ] |
| 2015 | Premios Billboard Music | Taylor Swift | Taylor Swift | Premio al Logro                   | Ganador   | [ 390 ] [ 391 ] |
| 2015 | Premios Billboard Music | 1989         | Taylor Swift | Mejor álbum en el Billboard 200   | Ganador   | [ 390 ] [ 391 ] |
| 2015 | Premios Echo            | 1989         | Taylor Swift | Álbum internacional del año       | Nominado  | [ 35 ]          |
| 2015 | Premios Japan Gold Disc | 1989         | Taylor Swift | Mejores tres álbumes de Occidente | Ganador   | [ 392 ]         |
| 2015 | Premios Japan Gold Disc | 1989         | Taylor Swift | Álbum del año                     | Ganador   | [ 392 ]         |
| 2015 | Premios Juno            | 1989         | Taylor Swift | Álbum internacional del año       | Nominado  | [ 36 ]          |
| 2015 | Premios People's Choice | Taylor Swift | Taylor Swift | Artista femenina favorita         | Ganador   | [ 393 ]         |
| 2015 | Premios People's Choice | Taylor Swift | Taylor Swift | Artista pop favorito              | Ganador   | [ 393 ]         |
| 2015 | Premios American Music  | 1989         | Taylor Swift | Álbum pop/rock favorito           | Ganador   | [ 37 ]          |
| 2016 | Premios Grammy          | 1989         | Max Martin, Taylor Swift, Jack Antonoff, Nathan Chapman, Imogen Heap, Greg Kurstin, Mattman & Robin, Ali Payami, Shellback, Ryan Tedder, Noel Zancanella, Serban Ghenea, John Hanes, Peter Carlsson y Tom Coyne | Álbum del año                     | Ganador   | [ 394 ]         |
| 2016 | Premios Grammy          | 1989         | Taylor Swift | Mejor álbum pop vocal             | Ganador   | [ 394 ]         |
| 2016 | Premios Grammy          | «Bad Blood»  | Taylor Swift con Kendrick Lamar | Mejor video musical               | Ganador   | [ 394 ]         |

## Créditos
| - Jack Antonoff: bajo, compositor, tambores, ingeniero, guitarra acústica y eléctrica, teclados, productor, respaldo vocal. - Sarah Barlow: fotografía. - Cory Bice: ingeniero asistente. - Mattias Bylund: arreglos de cuerdas, ingeniería de cuerdas. - Jason Campbell: coordinación de producción. - Smith Carlson: ingeniero. - Peter Carlsson: Pro Tools. - Nathan Chapman: bajo, tambores, ingeniero, guitarra eléctrica, teclados, productor. - Tom Coyne: masterización. - Eric Eylands: ingeniero asistente. - Amy Fucci: diseño. - Serban Ghenea: mezcla. - Austin Hale: diseño. - John Hanes: mezcla. - Imogen Heap: compositora, tambores, ingeniera, teclados, percusión, programación, vibráfono, respaldo vocal. - Sam Holland: ingeniero. - Michael Ilbert: ingeniero. - Greg Kurstin: producción adicional, teclados. - Jonas Lindeborg: trompeta. - Max Martin: compositor, productor ejecutivo, palmoteo, teclados, piano, productor, programación, gritos, productor vocal, respaldo vocal. | - Mattman & Robin: bajo, tambores, guitarra, teclados, percusión, productores, programación. - Brendan Morawski: ingeniera asistente. - Bethany Newman: directora artística. - Josh Newman: director artístico. - Ali Payami: compositor, teclados, productor, programación. - Stephen Schofield: fotografía. - Shellback: bajo, compositor, tambores, guitarra acústica y eléctrica, palmadas, teclados, ruidos, percusión, productor, programación, gritos, palmadas de rodilla, pisadas, respaldo vocal. - Laura Sisk: ingeniera. - Taylor Swift: compositora, directora creativa, productora ejecutiva, guitarra acústica, palmoteo, artista principal, productora, gritos, voz, respaldo vocal. - Ryan Tedder: compositor, programación de tambores, ingeniero, guitarra acústica y eléctrica, piano, productor, programación, sintetizadores, respaldo vocal. - Jonas Thander: saxofón. - Matthew Tryba: ingeniero asistente. - Magnus Wiklund: trombón. - Noel Zancanella: bajo, programación de tambores, productor, programación, sintetizadores. |

Fuente: Créditos adaptados a la edición estándar del álbum.